# Escravidão no Brasil
A escravidão no Brasil, também referida como sistema escravocrata brasileiro, ou escravismo, ou escravatura, foi a forma de relação social e econômica de produção, que usava mão de obra escrava, adotada de uma forma geral no país desde o período colonial, até pouco antes do final do Império (no século XIX). É marcada principalmente pela exploração da mão de obra de negros trazidos da África e transformados em escravos no Brasil pelos colonizadores portugueses. Este tipo de relação de produção teria sido legalmente finalizada em 1888 com a abolição da escravatura.
Muitos povos indígenas também foram vítimas desse processo; a escravidão indígena foi abolida oficialmente pelo Marquês de Pombal no final do século XVIII. Os escravos foram utilizados principalmente na agricultura — com destaque para a atividade açucareira — e na mineração sendo, assim, essenciais para a manutenção da economia colonial. Alguns deles desempenhavam também vários tipos de serviços domésticos e/ou urbanos.
A escravidão branca também ocorreu no Brasil. Brancos foram escravizados, em muito menor escala, durante os períodos do Brasil Colônia, Reino Unido de Portugal, Brasil e Algarves e Império do Brasil. Degredados brancos eram enviados de Portugal para trabalhos forçados na colônia e, posteriormente, portugueses foram feitos escravos por invasores holandeses.
A escravidão total só foi oficialmente abolida no Brasil com a assinatura da Lei Áurea em 1888 pela princesa Isabel. Ainda que legalmente encerrado somente em 1888, as províncias do Ceará e Amazonas já haviam abolido a escravidão antes desta data, em 1884. No entanto o trabalho compulsório e o tráfico de pessoas permanecem existindo no Brasil atual, constituindo a chamada escravidão moderna no Brasil, que levou o país a ser o primeiro da América condenado em uma corte internacional por este crime contra a humanidade em 2016, embora a legislação seja clara na definição desta modalidade delituosa; em 2017 o governo Michel Temer dificultou a fiscalização e divulgação dos casos de escravidão no Brasil, contrariando diversas convenções assinadas.

## Escravização indígena

### Escravidão entre os indígenas
No que viria a ser o Brasil a escravidão já era praticada pelos povos indígenas na sua forma mais primitiva, na era pré-cabralina bem antes da chegada dos europeus. Entre os tupinambás, que eram antropófagos, a maioria dos escravos eram capturados nas tribos inimigas e acabavam sendo devorados. Porém, entre a captura e a execução, eles poderiam viver como escravos durante anos. Entre os tupinambás a escravidão não tinha nenhum valor econômico. Os cativos apenas serviam para serem exibidos como troféus de valor militar e honra ou como carne a ser devorada em rituais canibalescos que poderiam acontecer até quinze anos após a captura. Os escravos eram incorporados à comunidade sendo que algumas escravas se casavam com os homens da tribo. Os cativos reconheciam-se como escravos e como homens derrotados e o sentimento de degradação entre eles era forte. Mesmo se escapassem não seriam aceitos pela sua tribo de origem, tamanho era o estigma em ter sido reduzido à escravidão, fazendo com que servissem ao seu senhor fielmente, sem a necessidade de serem vigiados. Embora os escravos fossem geralmente bem tratados entre os tupinambás, eles tinham consciência que estavam condenados e que, a qualquer tempo, poderiam ser executados e devorados em orgias canibalescas, inclusive as mulheres incorporadas à tribo como esposas  (ver: Antropofagia no Brasil).
Entre as tribos índias que não eram canibais, mas praticavam a escravatura, os papanases não tinham costume de matar os que os ofendiam, mas faziam deles escravos. Os guaianás não comiam carne humana e faziam os prisioneiros escravos. Os tapuias também faziam os cativos escravos. Relata Gabriel Soares de Sousa no Tratado descritivo do Brasil em 1587:
| “ | [...] não são os guaianases maliciosos, nem refalsados, antes simples e bem-acondicionados, e facílimos de crer em qualquer coisa. É gente de pouco trabalho, muito molar, não usam entre si lavoura, vivem de caça que matam e peixe que tomam nos rios, e das frutas silvestres que o mato dá; são grandes flecheiros e inimigos de carne humana. Não matam aos que cativam, mas aceitam-nos por seus escravos; se encontram com gente branca, não fazem nenhum dano, antes boa companhia [...]. | ” |

Os cadiueus viviam do tributo e do saque que faziam às tribos suas vizinhas. A sua sociedade era estratificada e a sua base era constituída por escravos, prisioneiros dos conflitos com as tribos vizinhas. Os terenas, apesar de pagarem tributos aos cadiueus e serem seus subordinados, também tinham a sua sociedade estratificada e a sua base também era constituída por escravos.

### Escravidão indígena por colonizadores portugueses

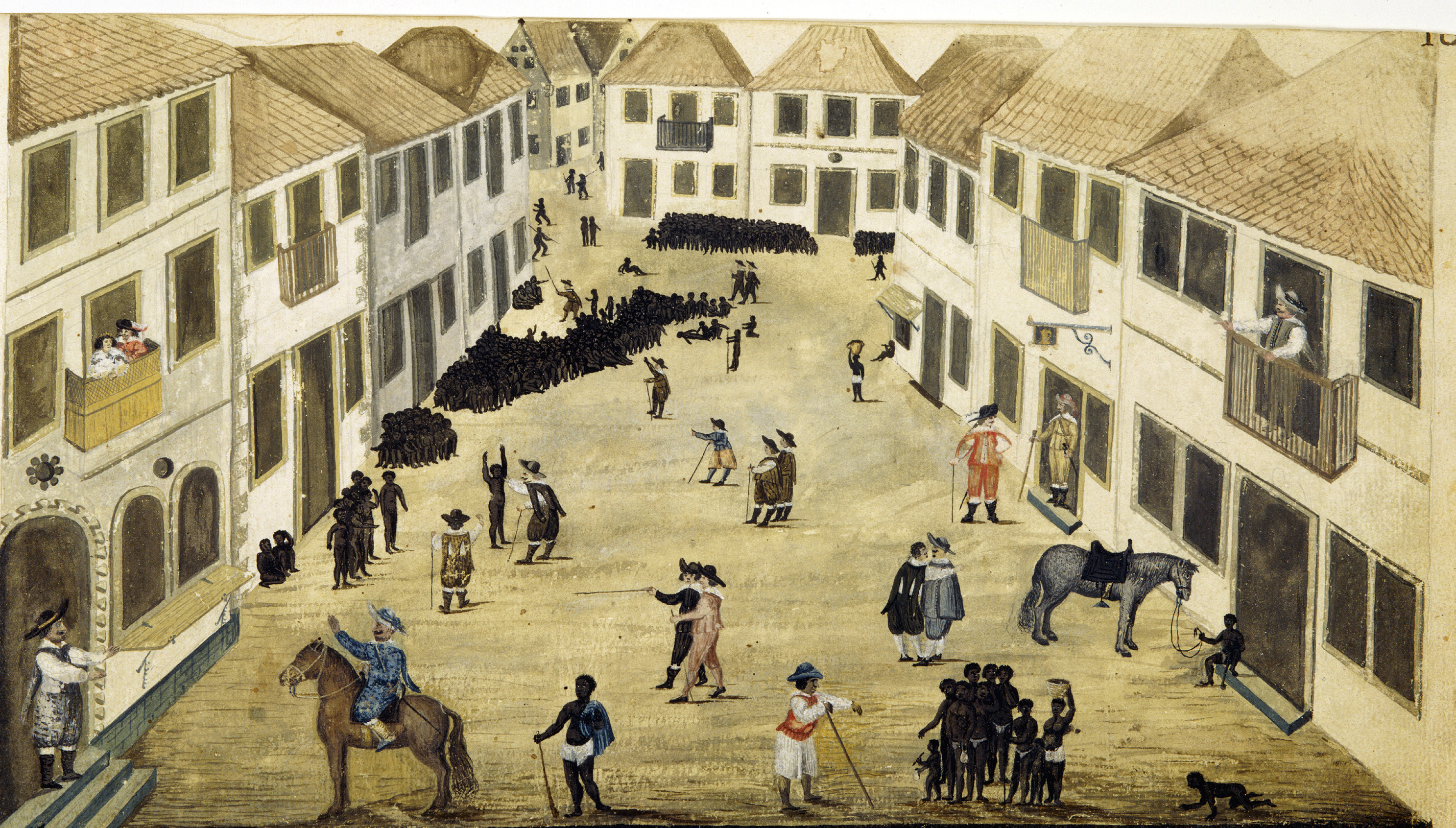
Mercado de escravos no Recife, pelo desenhista alemão Zacharias Wagner (entre 1637 e 1644). A Capitania de Pernambuco foi o berço da escravidão indígena e africana no Brasil

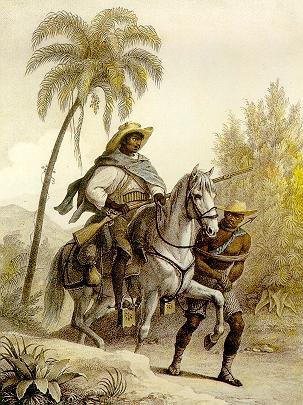
O caçador de recompensas procurando por escravos fugitivos, capitão do mato, 1823, por Rugendas

As constantes guerras intertribais foram usadas pelos colonos no estabelecimento de alianças que favoreciam tanto os interesses dos colonos como os dos próprios índios. Os portugueses, com estas alianças, obtinham mão de obra através da tradição tupi do cunhadismo/cunhadaço, com a aquisição de "índios de corda" e de um exército aliado poderoso. Ulrich Schmidl relata que João Ramalho "pode reunir 5 000 índios em um só dia". Os índios também viam nos colonos aliados poderosos que os ajudavam contra os seus inimigos (ver: Guerras indígenas no Brasil). Segundo Russell-Wood, os portugueses construíram o seu império "com e não isoladamente contra os povos com os quais entraram em contato".
| “ | A guerra constante entre as tribos e a inimizade entre os principais grupos foram aproveitadas pelos europeus. Assim, os portugueses ficaram amigos dos tupiniquins, que eram os grandes inimigos dos tamoios e dos tupinambás, os quais se tornaram aliados dos franceses, que tentavam invadir o domínio dos portugueses. No sul do país, aconteceu a mesma coisa: os grupos tupis se associaram aos portugueses, e os guaranis aos espanhóis. Na época do descobrimento e colonização, a população indígena era calculada em 4,5 milhões no território brasileiro. | ” |

Os portugueses dividiam os índios em dois grupos: os "índios mansos" e os "índios bravos". Os índios "bravos" eram inimigos, faziam alianças com europeus inimigos, eram considerados estrangeiros, justificando as chamadas "guerras justas". Os índios "mansos" eram os aliados dos portugueses, eram fundamentais para o fortalecimento dos portugueses, eram vassalos do Rei de Portugal e defensores das fronteiras do Brasil português. Os índios aldeados "[...]não apenas participaram dos combates, como forneceram as armas e a tática de guerra". A metáfora dos "muros" e "baluarte" usada pelos portugueses para designar os índios aliados, significando proteção, foi repetida ao longo de toda época colonial.
| “ | Na verdade, como informa a própria legislação indigenista colonial, o sustento e a defesa da colônia viriam a depender dos índios aldeados e aliados, pois constituíam o grosso das tropas de guerra. | ” |

A Coroa portuguesa concedia vários benefícios e honrarias às lideranças indígenas suas aliadas como a concessão de hábitos das ordens militares. Com o hábito da ordem militar o índio adquiria o título de "dom" e, frequentemente, uma tença, um rendimento dado pelo rei e, na hierarquia colonial, passava a ser um nobre vassalo do rei de Portugal. A política indigenista levou à formação de uma elite colonial indígena com o intuito de fortalecer as alianças e lealdade dos índios e de considerar os índios aliados à semelhança dos colonos europeus.
Os índios que se destacavam pela lealdade passavam a ocupar cargos oficiais, como o de juiz ou vereador, nas câmaras de algumas vilas e cidades do Brasil Colônia. Recebiam honras e privilégios que os distinguiam dos outros colonos e faziam parte da "nobreza da terra".
| “ | Advertiu e persuadiu Sua Exa. a todos os moradores, que obedecem igualmente aos Juizes e veriadores Indios como aos Europeos, porque tinham Jurisdição e Superioridade sobre todos os ditos moradores para lhes admenistrarem Justifsa e o prenderem quando delinqüirem. | ” |

O cargo de governador dos índios, primeiramente atribuído a Filipe Camarão, um grande guerreiro e hábil estratega da tribo dos potiguares tinha, também, como função organizar os aldeamentos indígenas e o recrutamento dos terços dos índios, onde tinha servido como capitão-mor.
| “ | Essa situação é reveladora de uma "política indigenista" que era aplicada aos índios aldeados e aliados e outra aos considerados inimigos. Ambos foram importantes no projeto de colonização, fossem como mão de obra cativa ou como povoadora do território. | ” |

Os índios não só guardavam as fronteiras como também controlavam os escravos africanos, propensos a se insurgir ou fugir e se juntarem aos europeus inimigos dos portugueses. Por serem exímios em seguirem pistas os índios eram também contratados pelos proprietários de engenhos para capturar e resgatar escravos fugidos dos engenhos e fazendas, neste processo também auxiliavam os capitães do mato (negros ou mulatos livres).
Além disso, a partir de um certo momento, a própria Igreja Católica passou, através principalmente dos jesuítas, a fazer um trabalho de catequização junto aos índios dificultando aos portugueses e seus filhos meio índios e tribos aliadas a escravização dos índios aliados dos franceses. Esta posição foi defendida pelos jesuítas no Brasil, que também tinham escravos, o que gerou conflitos com a população local interessada na escravatura culminando em conflito, na chamada "A botada dos padres fora" em 1640.
| “ | Nos séculos XVII e XVIII, a faixa esquerda do rio Amazonas transformou-se num espaço de captura de indígenas para serem vendidos dentro e fora das Guianas por traficantes que partiam de Caiena. | ” |

### Escravidão indígena voluntária
Em 30 de julho de 1566, foi criada a lei que regulamentou pela primeira vez a escravidão voluntária dos índios. Segundo essa lei, baixada por uma junta convocada por Mem de Sá, "os índios só poderiam vender-se a si mesmos em caso de extrema necessidade, sendo que todos os casos deveriam ser obrigatoriamente submetidos à autoridade para exame".

## Escravização africana

### Tráfico atlântico de africanos escravizados
Portugueses e brasileiros foram de longe os que mais traficaram escravos para as Américas. Conforme explica Laurentino Gomes, baseado em informações do slavevoyages.org, eles foram responsáveis pelo transporte da 5,8 milhões de indivíduos, quase metade do total de 12,5 milhões embarcados para a América. Em segundo lugar vêm os britânicos, com 3,2 milhões. Em seguida, mais distantes, vêm os franceses, com 1,4 milhões, os espanhóis, com 1,1 milhão, e os holandeses, com 500 mil.
Os primeiros escravos negros chegaram ao Brasil entre 1539 e 1542, na Capitania de Pernambuco, primeira parte da colônia onde a cultura canavieira desenvolveu-se efetivamente. Foi uma tentativa de solução à "falta de braços para a lavoura", como se dizia então. Os principais portos de desembarque de cativos africanos foram, entre os séculos XVI e XVII, os do Recife e de Salvador, e entre os séculos XVIII e XIX os do Rio de Janeiro e de Salvador — de onde uma parte seguiu para as Minas Gerais e para as plantações de café do Vale do Paraíba. A distância entre os portos de embarque (na África) e desembarque (no Brasil) era um fator determinante.
Os portugueses, brasileiros e, mais tarde, os holandeses, traziam os negros africanos de suas colônias na África para utilizar como mão de obra escrava nos engenhos de cana-de-açúcar do Nordeste. Os comerciantes de escravos vendiam os africanos como se fossem mercadorias, adquirindo-os de tribos africanas que os haviam feito prisioneiros (ver: Escravidão em África). Os mais saudáveis chegavam a valer o dobro daqueles mais fracos ou velhos. Eram mais valorizados, para os trabalhos na agricultura, os negros Bantos, Benguela, Banguela ou do Congo, provenientes do sul da África, especialmente de Angola e Moçambique, e tinham menos valor os vindo do centro-oeste da África, os negros da etnia Mina ou da Guiné, que receberam este nome por serem embarcados no porto de São Jorge de Mina, na atual cidade de Elmina, e que eram mais aptos para a mineração, trabalho ao qual já se dedicavam na África Ocidental. Por ser a Bahia mais próxima da Costa da Guiné (África Ocidental) do que de Angola, a maioria dos negros baianos são Minas.
Como eram vistos como mercadorias ou mesmo como animais, eram avaliados fisicamente sendo melhor avaliados, e tendo preço mais elevado, os escravos que tinham dentes bons, canelas finas, quadril estreito e calcanhares altos, em uma avaliação eminentemente racista. O preço dos escravos sempre foi elevado quando comparado com os preços das terras, esta abundante no Brasil. Assim, durante todo o período colonial brasileiro, nos inventários de pessoas falecidas o lote (plantel) de escravos, mesmo quando em pequeno número, sempre era avaliado por um valor, em mil-réis, muito maior que o valor atribuído às terras do fazendeiro. Assim, a morte de um escravo ou sua fuga representava, para o fazendeiro, uma perda econômica e financeira imensa.
O transporte era feito da África para o Brasil nos porões do navios negreiros. Amontoados em condições desumanas no começo muitos morriam antes de chegar ao Brasil, sendo que os corpos eram lançados ao mar. Por isso o cuidado com o transporte de escravos aumentou para que não houvesse prejuízo. As condições da tripulação dos navios não era muito melhor que a dos escravos.
A resistência contra a escravidão no Brasil levou à formação de muitos quilombos que traziam insegurança e frequentes prejuízos a viajantes e produtores rurais. Em Minas Gerais por exemplo, em torno da Caminho de Goiás, a Picada de Goiás, único acesso ao atual centro-oeste do Brasil, o Quilombo do Ambrósio era o maior de Minas Gerais e foi assim descrito por Luís Gonzaga da Fonseca, em sua "História de Oliveira":
| “ | Goiás era uma Canaã. Voltavam ricos os que tinham ido pobres. Iam e viam mares de aventureiros. Passavam boiadas e tropas. Seguiam comboios de escravos. Cargueiros intérminos, carregados de mercadorias, bugigangas, miçangas, tapeçarias e sal. Diante disso, negros foragidos de senzalas e de comboios em marcha, unidos a prófugos da justiça e mesmo a remanescentes dos extintos cataguás, foram se homiziando em certos pontos da estrada ("Caminho de Goiás" ou "Picada de Goiás"). Essas quadrilhas perigosas, sucursais dos quilombolas do rio das mortes, assaltavam transeuntes e os deixavam mortos no fundo dos boqueirões e perambeiras, depois de pilhar o que conduziam. Roubavam tudo. Boiadas. Tropas. Dinheiro. Cargueiros de mercadorias vindos da Corte (Rio de Janeiro). E até os próprios comboios de escravos, mantando os comboeiros e libertando os negros trelados. E com isto, era mais uma súcia de bandidos a engrossar a quadrilha. Em terras oliveirenses açoitava-se grande parte dessa nação de “caiambolas organizados” nas matas do Rio Grande e Rio das Mortes, de que já falamos. E do combate a essa praga é que vai surgir a colonização do território (de Oliveira (Minas Gerais) e região). Entre os mais perigosos bandos do Campo Grande, figuravam o quilombo do negro Ambrósio e o negro Canalho. | ” |

A escravidão veio para o Brasil através do mercantilismo: os negros africanos vinham substituir os nativos brasileiros na produção canavieira, pois esse tráfico dava lucro à Coroa Portuguesa, que recebia os impostos dos traficantes. Até 1850 a economia era quase que exclusivamente movida pelo braço escravo. O cativo estava na base de toda a atividade desde atividades econômicas com a produção do café, açúcar, algodão, tabaco e transporte de cargas, às mais diversas funções no meio urbano: carpinteiro, pintor, pedreiro, sapateiro, ferreiro, marceneiro, entre outras, embora várias dessas profissões fossem exercidas principalmente por cristãos-novos.

### Escravidão nasplantations
A instituição da escravidão no Brasil toma forma com a grande propriedade de monocultura/plantations, na década de 1530. Portugal contava com pouco mais de 2 milhões de habitantes na época e mal podia arcar com a perda de mão de obra para as expedições para o Oriente, que viviam o seu auge. E assim, como para qualquer colono europeu, não era interessante para o português migrar para os trópicos para ser um simples trabalhador do campo; "A escravidão torna-se, assim, uma necessidade: o problema e a solução foram idênticos em todas as colônias tropicais e mesmo subtropicais da América. Nas inglesas, onde se tentaram, a princípio, outras formas de trabalho, aliás uma semiescravidão de trabalhadores brancos, os indentured servants, a substituição pelo negro não tardou muito".

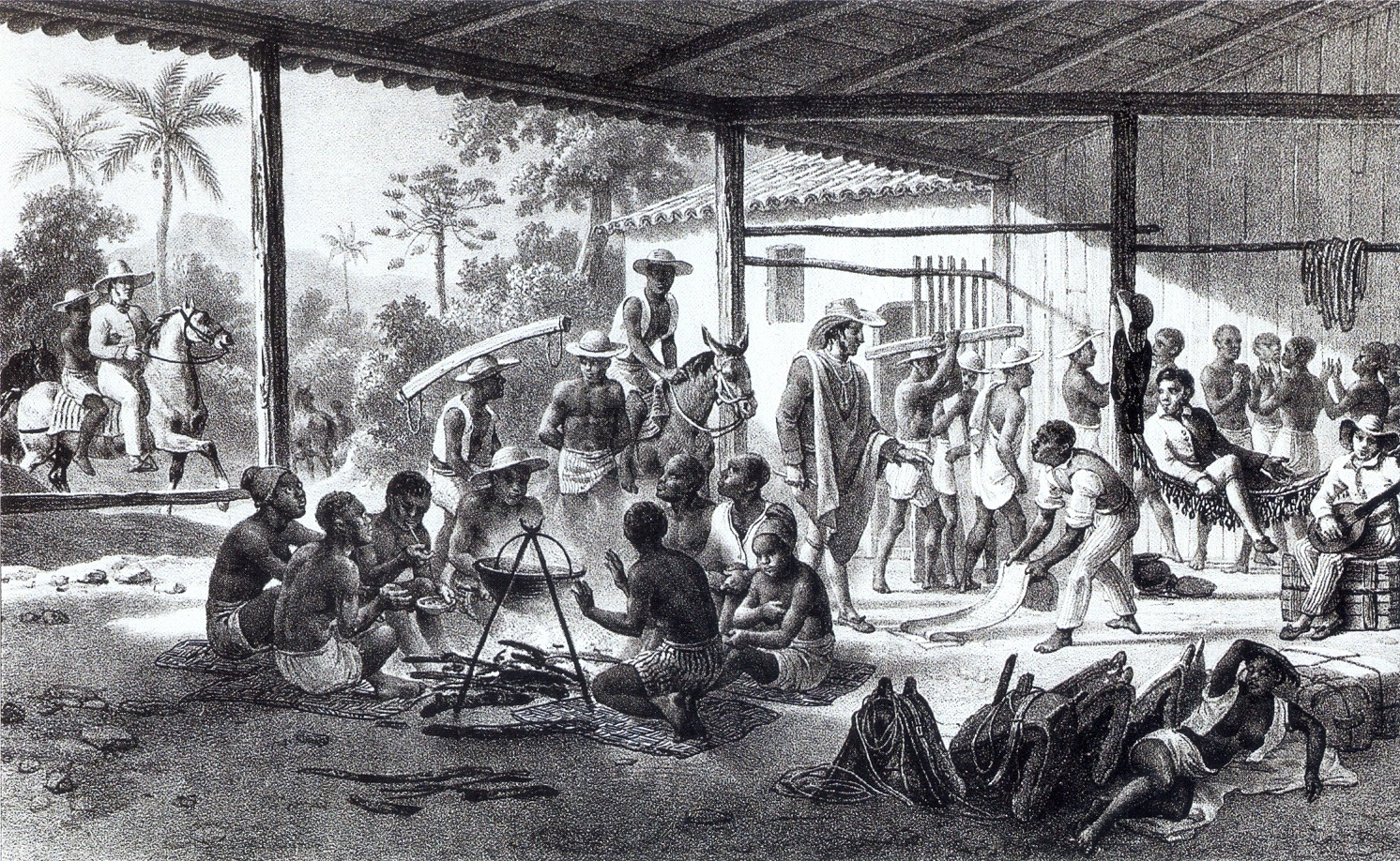
Escravos descansando na casa de um senhor, no caminho para outra fazenda, 1830, por Rugendas

O trabalho indígena já era utilizado na extração do pau-brasil e, no princípio, foram também utilizados nas lavouras de cana mais ou menos benevolentemente. Mas o arranjo não funcionou por muito tempo por duas classes de motivos: os de natureza cultural e os de mercado. "Em primeiro lugar, à medida em que afluíam mais colonos e, portanto, aumentavam as solicitações de trabalho, ia decrescendo o interesse dos índios pelos insignificantes objetos com que eram dantes pagos pelo serviço. Tornam-se aos poucos mais exigentes e a margem de lucro do negócio ia diminuindo em proporção. Chegou-se a entregar-lhes armas, o que foi rigorosamente proibido, por motivos que se compreendem. Além disso se o índio, por natureza seminômade, se dera mais ou menos bem com o trabalho esporádico e livre da extração de pau-brasil, já não acontecia o mesmo com a disciplina, o método e os rigores de uma atividade organizada e sedentária como a agricultura. Aos poucos foi-se tornando necessário forçá-lo ao trabalho, manter vigilância estreita sobre ele e impedir sua fuga e abandono da tarefa em que estava ocupado. Daí para a escravidão pura e simples foi apenas um passo".
A aquisição de mão de obra escrava tornou-se imperativa para o sucesso da colonização holandesa. Os holandeses passaram a importar escravos para trabalhar nas plantações. A Companhia Neerlandesa das Índias Ocidentais começou a traficar escravos da África para o Brasil.
A escravidão foi preponderante nas fazendas de café durante quase todo o século XIX. No Brasil as primeiras experiências com o plantio do café se deram no Pará, tendo chegado à capital do Império como uma planta de quintal para consumo doméstico. No Rio de Janeiro as primeiras plantações se desenvolveram entre os anos de 1760 e 1800. O aumento do plantio do fruto se deu rapidamente e encontrou dois eixos de expansão principais. O primeiro eixo partiu de Laranjeiras, Tijuca e Serra do Mendanha, na cidade do Rio de Janeiro. No Vale do Paraíba, sentido São Paulo, aproveitando o Caminho Novo para Minas Gerais aberto para o escoamento do ouro a partir de 1720, a cultura do café se interiorizou e foram fundadas as vilas de Vassouras, Paty do Alferes e Nossa Senhora da Glória de Valença. O segundo eixo partiu da baixada fluminense onde as principais fazendas cafeeiras estavam em São Gonçalo e Vila de Santo Antônio de Sá. De lá o cultivo do café chegou a Cantagalo na década de 1840, e fez um novo adentramento para o nordeste da capitania. Já em 1830 a cultura do café havia tomado quase toda a bacia do Rio Paraíba do Sul. Todo esse espaço foi dominado por uma escravidão africana extensa.

### Cotidiano do escravo

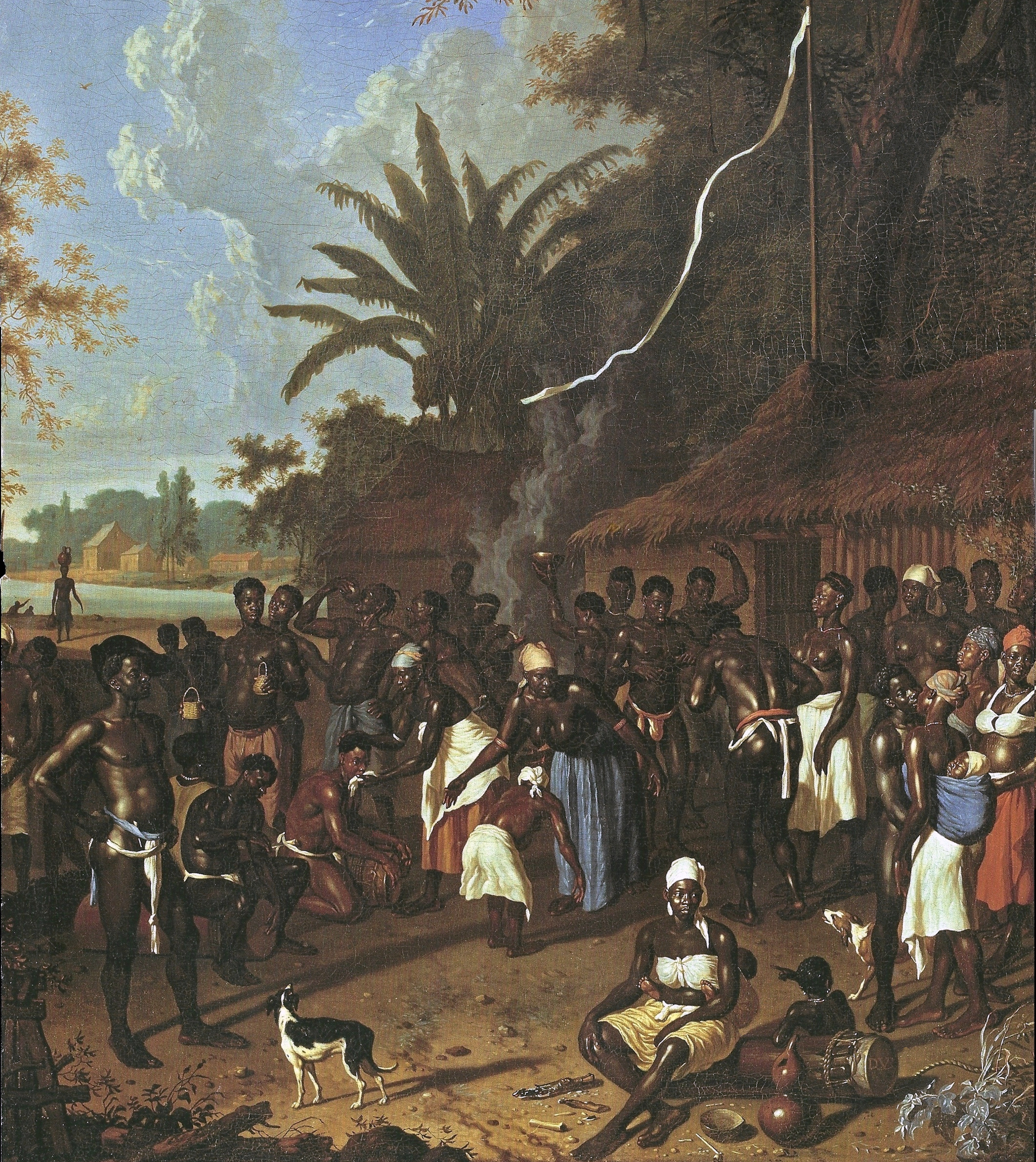
Pintura do século XVIII de Dirk Valkenburg mostrando escravos durante uma dança cerimonial

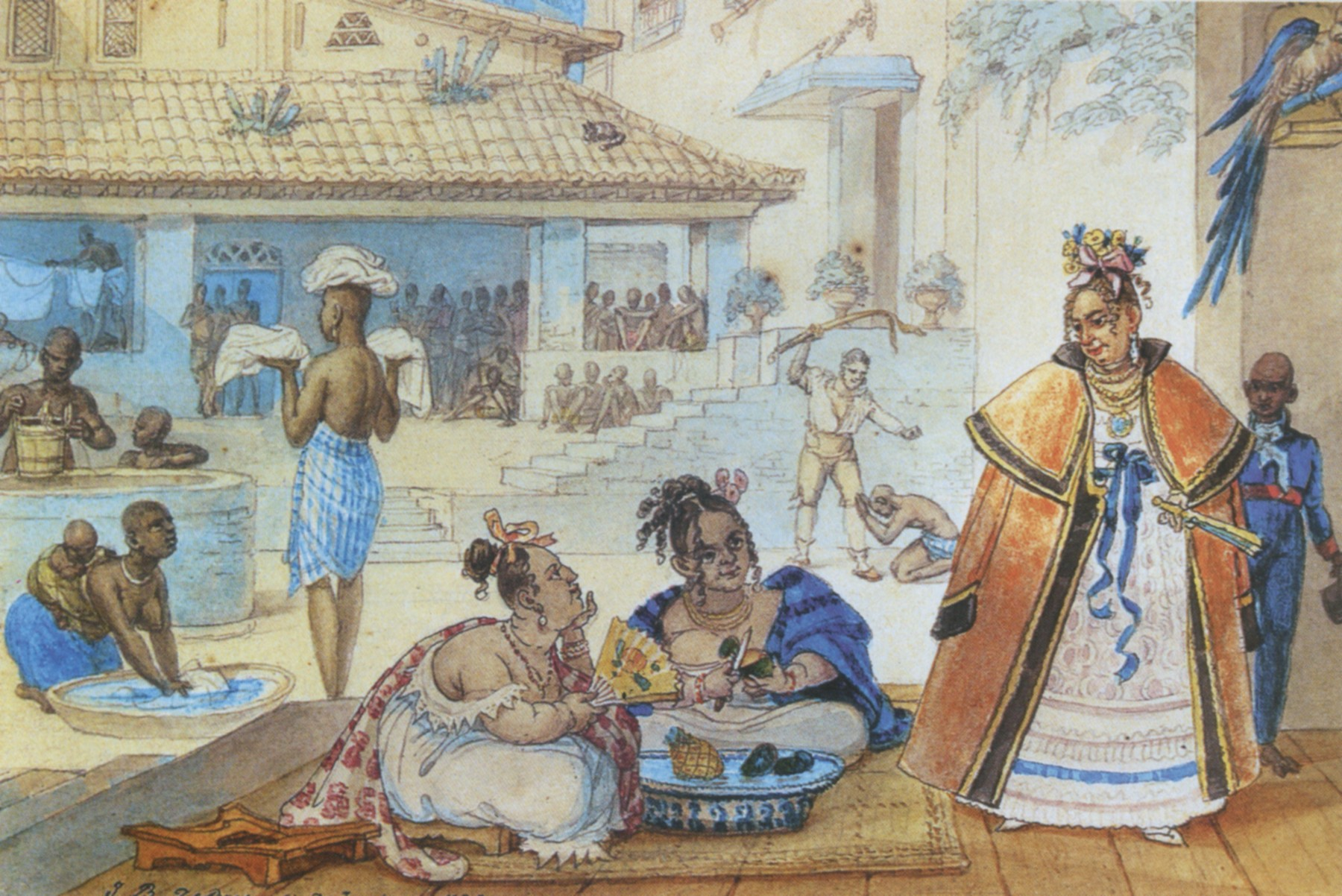
Escravos domésticos no Brasil em 1820, por Jean-Baptiste Debret

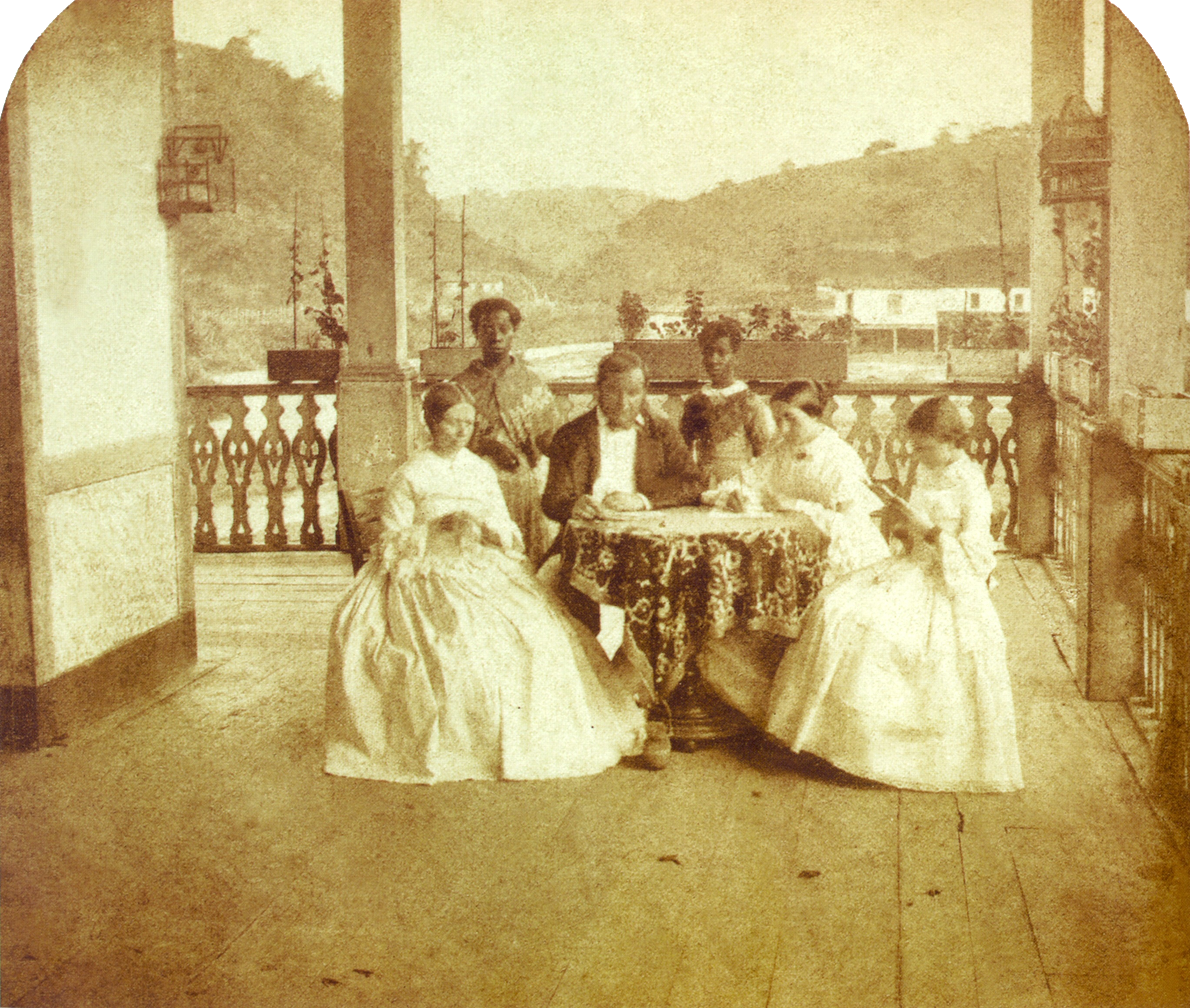
Uma família brasileira e sua escravas domésticas, c 1860

Foram múltiplas as experiências de escravidão no Brasil. Enquanto nas grandes propriedades os escravizados costumavam viver em senzalas coletivas, não era incomum ver em pequenas propriedades escravizados morando na mesma casa de seus senhores. Desta forma pode-se pensar em diferentes relações entre senhores e escravizados.
Os escravizados trabalhavam nos mais diferenciados ofícios como carpinteiros, sapateiros, pedreiros, cortadores de cana, carneadores nas charqueadas e trabalhos domésticos, como cozinheiras, ama-de-leite, engomadeiras, entre outros. De forma geral, quanto mais especializado era considerado o ofício, mais alto era o preço do trabalhador escravizado. Muitos eram alugados ou trabalhavam para si e eram obrigados a pagar um "jornal" (espécie de taxa mensal previamente estipulada) para seus senhores.
Em função da diversidade de experiências de cativeiro, não é possível generalizar o trabalho nos cafezais do sudeste ou nos engenhos de açúcar no nordeste para o resto do país. Apesar de a violência ser um fator importante de manutenção do sistema escravista, a negociação era igualmente importante e acontecia constantemente entre os senhores e os escravizados. A resistência violenta costumava acontecer apenas quando não existia mais a possibilidade de negociação. Por mais violentas que fossem as ações dos senhores, os escravizados resistiram de diversas formas (ver tópico de resistência à escravidão, neste mesmo artigo). Muitos escravizados conseguiram formar famílias e economizar dinheiro para a compra da sua própria alforria ou de seus familiares.
Sobre as formas de punição a lei número 4 de 10 de junho de 1835 proibia os escravos de causar qualquer tipo de ofensa ou agressão ao patrão e aos companheiros que com ele moravam, punindo-os com acoites ou, na maioria dos casos, com a pena de morte (Lei número 4 de 10 de junho de 1835- pág. 5). Esta lei só seria parcialmente revogada em 1886 pela lei número 3 310, de 15 de outubro de 1886, dois anos antes da abolição da escravatura, quanto à imposição da pena de açoites. (Lei número 3.310 de 15 de outubro de 1886- pág. 52).
Afirmação oposta sobre como o escravo era tratado por seus senhores fez o cafeicultor e deputado estadual paulista Martinho da Silva Prado Júnior (Martinico Prado), na sessão da Assembleia Provincial de São Paulo de 16 de março de 1882, manifestar-se condenando a proibição do comércio de escravos entre as províncias brasileiras; Martinico Prado relata aos deputados paulistas que muitos proprietários de escravos de Minas Gerais não queriam se separar de seus escravos, quando migravam para São Paulo:
| “ | Ato esse (proibir a venda de escravo para outra província) que, para os pequenos proprietários de escravos da Província de Minas, é o mais atroz possível, pois v. excelência não ignora que o sertanejo mineiro estima e se torna afeiçoado ao seu escravo que se torna parte integrante de sua família, tributando-lhe pronunciada afeição. Relata então o que ouviu de mineiros que queriam vir para São Paulo e desejavam poderem trazer seus escravos: Tenho recebido pedidos instantes, súplicas pungentes, acompanhadas até de lágrimas, para que eles (os escravos) possam vir para esta província (São Paulo) dizendo: "Faça com que a Assembleia paulista nos abra as portas das províncias para não sermos obrigados à miséria ou a vender aqueles que criamos desde a infância". | ” |

Os discursos de Martinico Prado na Assembleia Provincial paulista foram transcritos no livro do "centenário de Martinico Prado", intitulado "In Memoriam, Martinico Prado, 1843-1943" editado em São Paulo pela Editora Elvino Pocai.
A pena de açoite para o escravo só foi abolida por lei imperial de 1885 pouco antes da Lei Áurea, o que ocasionou fugas em massas de escravos nos últimos anos da escravidão no Brasil, fato denunciado nos debates sobre a Lei Áurea:
| “ | Os escravos fugiram em massa, prejudicando não só os grandes interesses econômicos, mas também interesses de segurança pública: houve mortes, houve ferimentos, houve invasão de localidades, houve o terror derramado por todas as famílias, e aquela importante província durante muitos meses permaneceu no terror mais aflitivo. Felizmente os proprietários de São Paulo, compreenderam que, diante da inação da Força Pública, melhor seria capitularem perante a desordem, e deram liberdade aos escravos. | ” |

### Papel dos africanos

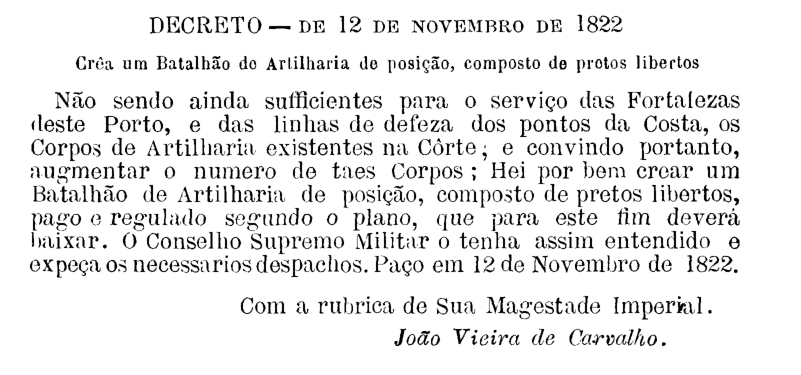
Decreto de 1822 cria um batalhão militar das Forças Armadas composto somente por negros libertos devido, com a independência do Brasil havia também a categoria de não mais escravos, os já libertos. Fato pouco estudado na literatura historiográfica brasileira

Por muito tempo, a historiografia brasileira ignorou o papel de africanos e seus descendentes na manutenção da escravidão, tanto no Brasil como na África. Apenas a partir da década de 1990 é que historiadores passaram a dar importância à influência africana nesse sistema, deixando as pessoas de origem africana de serem tratadas apenas como vítimas da escravidão, mas também como agentes ativos. A escravidão já era praticada na África muitos séculos antes da chegada dos europeus (ver: Escravidão em África). Desde o século VIII reinos africanos ao sul do deserto do Saara promoviam a captura de pessoas para serem vendidas aos árabes ao norte do deserto (ver: Tráfico árabe de escravos e Escravatura no mundo muçulmano). Seis grandes rotas ligavam nações ao sul do Saara aos povos árabes do norte. Os negros africanos atravessavam o deserto para vender aos islâmicos algodão, ouro, marfim e sobretudo escravos. Voltavam com sal, joias, objetos metálicos e tecidos para serem entregues à nobreza africana. Quando os portugueses chegaram ao reino de Kano, na atual Nigéria em 1471, encontraram um império enriquecido há pelo menos um século graças a venda de ouro, escravos, couro e sal. Em algumas regiões africanas a escravidão já estava tão enraizada que escravos eram usados como forma de pagamento de tributos.

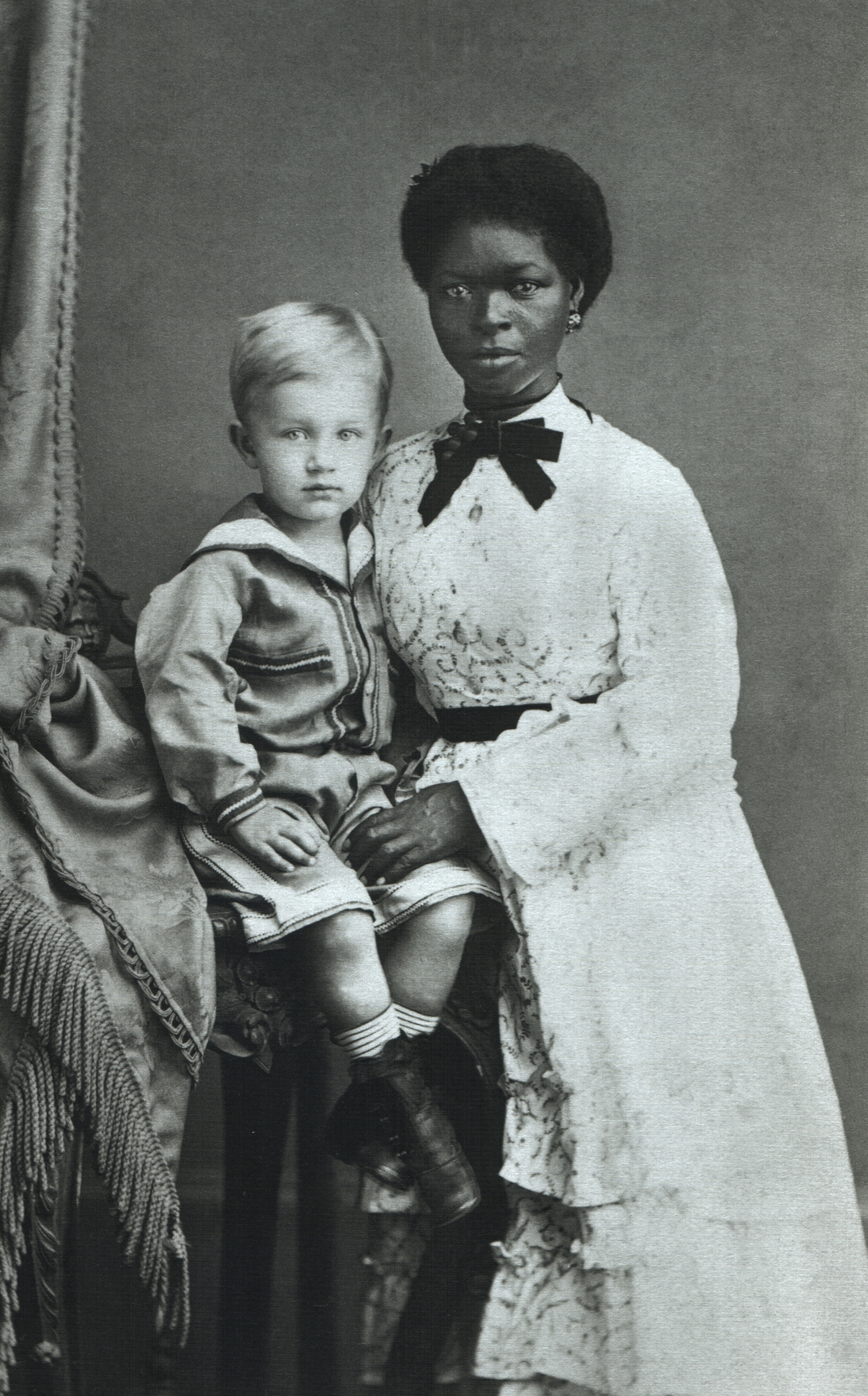
Escrava babá e ama de leite com o menino Eugen Keller na província de Pernambuco, 1874

A chegada dos europeus ao Continente Africano só fez aumentar um sistema preexistente. Os reinos africanos, que já se enriqueciam com a venda de seus cidadãos ou de inimigos vizinhos como escravos para os árabes, lucraram ainda mais com a demanda de mão de obra dos europeus. Os africanos monopolizavam praticamente todo o sistema escravagista dentro da África. A participação europeia se limitava a fortes situados no litoral onde os escravos seriam embarcados para as Américas. A tarefa de capturar os futuros escravos e levá-los ao litoral para serem vendidos para os europeus era feita pelos próprios africanos, a mando da nobreza africana, que enriquecia seus reinos com esse comércio de pessoas. O rei africano Osei Kwame, do Império Ashanti, era conhecido por viver em palácios luxuosos construídos graças ao dinheiro que lucrava com a escravidão.
O repúdio organizado e documentado à escravidão não surgiu na África, mas na Europa. Isso se deu a partir do século XVIII, através do iluminismo e suas ideias de liberdade e igualdade entre os homens. A escravidão só foi abolida no século XIX graças ao poder de intervenção da Inglaterra. O movimento abolicionista inglês surgiu em 1787, liderado por 22 líderes religiosos ingleses. Os abolicionistas se organizavam em comitês, que visavam espalhar para a sociedade inglesa as imagens dos horrores da escravidão, que causaram grande comoção na população. Esses grupos conseguiram conquistar muitos aderentes e simpatizantes, que passaram a promover boicotes no País. No ano de 1787, 300 mil ingleses aderiram ao boicote ao açúcar produzido por escravos. Para pressionar o Parlamento Britânico, os abolicionistas entravam com petições na Câmara dos Comuns para forçar a feitura de uma lei que protegesse o direito dos negros. Foram em média 170 petições por ano, entre 1788 e 1800, chegando a 900 petições em 1810. No ano de 1807, depois de anos de pressões populares, a Inglaterra extinguiu o tráfico de escravos, e em 1833 a escravidão foi abolida em território britânico. Durante todo esse período, foram mais de 5 mil as petições com milhares de assinaturas enviadas à Câmara dos Comuns por cidadãos britânicos pedindo o fim da escravidão. No século XIX, a Inglaterra, a superpotência da época, passou a pressionar o Brasil a abolir o tráfico negreiro e a escravidão, e esse poder de pressão foi decisivo para o fim da escravatura no Brasil.

### Africanos e descendentes como senhores de escravo

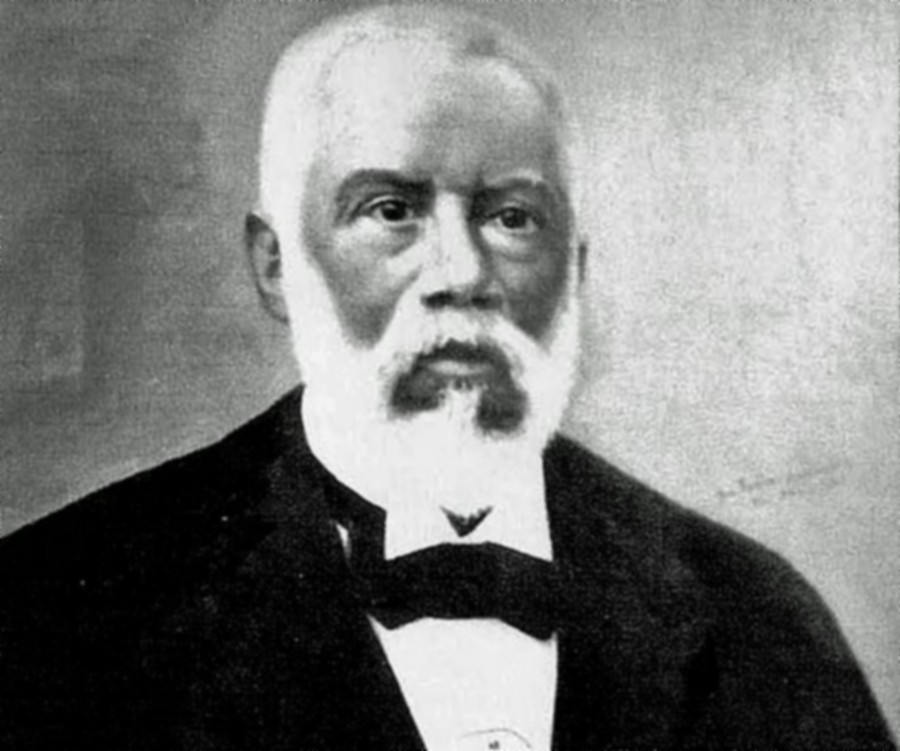
Francisco Paulo de Almeida (1826-1901), primeiro e único Barão de Guaraciaba, título concedido pela Princesa Isabel. Um dos brasileiros negros mais ricos e bem-sucedidos do período imperial, chegou a ser proprietário de aproximadamente mil escravos

No Brasil, a participação de africanos e seus descendentes como agentes ativos do sistema escravista também foi crucial. Em determinados momentos da História brasileira era comum que, após conseguirem a liberdade, ex-escravos adquirissem um ou vários escravos. Isso se fez notar especialmente em Minas Gerais no século XVIII. A sociedade mineira era essencialmente urbana e isso proporcionava uma grande oportunidade de ascensão social para as pessoas, inclusive escravos. A extração do ouro enriqueceu a região e agitava a economia. Sapateiros, ferreiros, alfaiates, tecelões e chapeleiros conseguiam enriquecer. Mulheres escravas vendiam doces e refeições para os mineradores a mando de seu senhor e muitas vezes conseguiam comprar sua liberdade com o dinheiro que sobrava. A carta de alforria na época custava 150 mil réis, equivalente ao preço de uma casa simples. Também era comum que senhores estipulassem em seu testamento que seus escravos deveriam ser libertos após a sua morte. A participação de negros entre a população livre brasileira e entre os senhores de escravos era notável.
Em 1830, os negros compunham três quartos da população livre de Sabará e 43% das casas de pessoas negras tinham escravos. Na região de Salvador, a participação de negros e pardos entre a população senhorial também era notável. No vilarejo de São Gonçalo dos Campos, 29,8% dos escravos estavam nas mãos de negros e pardos forros. Em Santiago do Iguape, 46,5% dos escravos eram propriedade de negros livres. No Rio de Janeiro não era diferente: em Campos dos Goytacazes, negros e mulatos compunham 30% dos senhores de escravos.
A imagem disseminada de que os senhores de escravos eram possuidores de grandes plantéis de escravos trabalhando nas plantações ou minérios do Brasil não condiz com a realidade da maioria no período escravagista. A ideia da rica e ociosa família senhorial, que delegava todo o trabalho para os escravos, descrita especialmente por Gilberto Freyre, não era tão comum como historicamente se propagou. Levantando dados sobre escravos na região de Salvador, o historiador Bert Barickman encontrou que, em média, 59% dos proprietários de escravos tinham até quatro escravos. Apenas 4,5% deles tinham mais de 20 escravos e só 1% tinha mais de 60 escravos.
Para Barickman, a maioria dos donos de escravos estava longe de fazer parte de uma aristocracia senhorial. A maioria deles era de classe baixa, que não conseguia comprar muitos cativos e que tinha que trabalhar lado a lado com seus escravos para garantir o sustento da família. A presença de um ou alguns poucos escravos na casa não garantia, aos membros da família, a prerrogativa de deixar de trabalhar: apenas dava, à família, maior grau de segurança econômica através do aumento da produção tanto para consumo doméstico quanto para venda. Analisando o perfil do senhor escravista, Barickman escreveu: "nem na roça, onde empunha uma enxada, nem à mesa de jantar, onde come com as mãos e depois lambe os dedos, poderia se fazer passar por um grande e altivo senhor do tipo descrito por Gilberto Freyre".
A fazenda e as senzalas em Minas Gerais também são descritas de maneira bem diferente da do livro Casa-Grande & Senzala pelo viajante francês Auguste de Saint-Hilaire em seu livro "Viagens às Nascentes do Rio São Francisco":
| “ | Depois de Tamanduá Itapecerica (Minas Gerais), já nos limites do Sertão, as casas da sede das fazendas se compõe de várias edificações isoladas, mal construídas, no meio dos quais dificilmente se distingue a residência do proprietário. Citarei a de Dona Tomásia: a propriedade era de extensão considerável e vi, aí, vários escravos, gado vacum e nomerosos porcos. Entretanto, em meio a várias casinhas que serviam de celeiros e senzalas, a dona da fazenda ocupava uma miserável cabana construída sem os mínimos requisitos de estética e conforto, cujo mobiliário consistia apenas numa mesa e alguns bancos rústicos. | ” |

### Famílias de escravos
Para compreender a questão da família escrava no Brasil, antes de mais nada, é importante termos em vista a quantidade de africanos que desembarcaram nas colônias americanas e ilhas do Atlântico durante os séculos XVI-XIX. Estima-se que mais de 12 milhões de cativos africanos cruzaram o Atlântico e desembarcaram em terras Americanas a partir de 1501 até 1866, tendo seu auge acontecido durante o século XVIII. Apenas no Brasil, esse número pode chegar a quase 5 milhões de africanos, ou seja, a colônia Portuguesa recebeu a maior porcentagem de escravos africanos, número muito superior que os Estados Unidos, as ilhas do Caribe e demais colônias americanas. Dentre estes cativos, a proporção entre homens e mulheres era de aproximadamente 4:1 (quatro homens para cada mulher), fato dado principalmente por dois fatores: o homem como principal mão de obra nas plantações e engenhos, e o fato dos traficantes Africanos preferirem ficar com as mulheres na África, pois eram a principal fonte de reprodução de cativos. A partir dessa, quase que impensável, quantidade de africanos trazidos como escravos para as colônias americanas, é importante pensarmos na questão da constituição de famílias e da relação de parentesco entre eles. Diversos fatores sempre foram motivos de estudos na questão da escravidão: relação senhor-escravo, as alforrias, fugas, quilombos, revoltas, plantation, entre outros, ou seja, o escravismo em geral. Mas somente a partir da década de 1970 é que a questão da família nuclear cativa foi debatida com mais ênfase pelos historiadores. Antes disso, devido relatos de viajantes que observavam outros aspectos da vida dos cativos, a ideia que se tinha era que a mesma era marcada pela promiscuidade, desregramento e violência. A instabilidade das uniões e a promiscuidade, consideradas características da vida escrava, foram associadas à deficiência política dos escravos, ou seja, à sua nulidade como sujeitos históricos. Por essa abordagem, por definição, a escravidão destruiria a possibilidade de família escrava. No Brasil, a partir dos anos 70, graças a estudos e pesquisas mais focadas nessa questão, a família escrava foi tomada como um resultado da vontade própria dos escravos em formar uma comunidade dentro do cativeiro, bem como parte de suas estratégias de sobrevivência, ao mesmo passo que atendia aos interesses senhoriais de controle social dentro do seu plantel.

#### Casamentos
A busca por uma união estável entre os cativos pode nos fornecer dados importantes para entendermos o complexo sistema escravista. Vimos anteriormente que milhões de escravos chegaram as costas brasileiras vindos de diversas partes do Continente Africano, e isso acabou por ser um fator primordial na constituição matrimonial entre os cativos. Diferentemente dos povos indígenas – que procuravam uniões exogâmicas – os cativos africanos buscavam seus parceiros (as) numa união endogâmica, ou seja, aqueles escravos de origem africana procuravam se casar com outros indivíduos igualmente vindos da África, e mais, além de ser endogâmicos, os cativos buscavam ainda casar-se com indivíduos da mesma etnia africana (nagôs casavam-se com nagôs, jejes com jejes, minas com minas, hauçás com hauçás, etc.). Isso foi um fator fundamental para a constituição de uma certa identidade africana, da valorização de suas raízes, e com isso, seus costumes. Porém, como a família era um pré-requisito para ter direito à terra, o acesso à família tornou-se difícil em dado momento devido a preferência pelo matrimônio endogâmico entre os escravos, e assim sendo, pela diferença homens x mulheres entre os africanos e mais equilibrada entre os mulatos (por exemplo), era normal que africanos homens buscassem por mulheres mulatas. Mas não deixa de ser difícil conseguir o casamento, pelo fato dos mulatos serem, preferencialmente, também endogâmicos.
Um grande estudioso da questão do casamento e constituição de famílias escravas foi Robert Slenes, ele mostra que as identidades criadas através das “recordações africanas” durante o cativeiro, fortalecidas pelos laços de uma união estável. Além disso, com o aumento de estudos nessa área, nos revelam outras especificidades em relação ao casamento entre cativos, por exemplo, o fato de casais de escravos terem uma casa separada dos outros (que dormiam nas senzalas), sendo possível inclusive, que possuíssem um pedaço de terra para plantar diversos produtos alimentícios que seriam de sua propriedade, favorecendo o acumulo de pecúnia, que futuramente poderia ser utilizado para comprar sua liberdade.

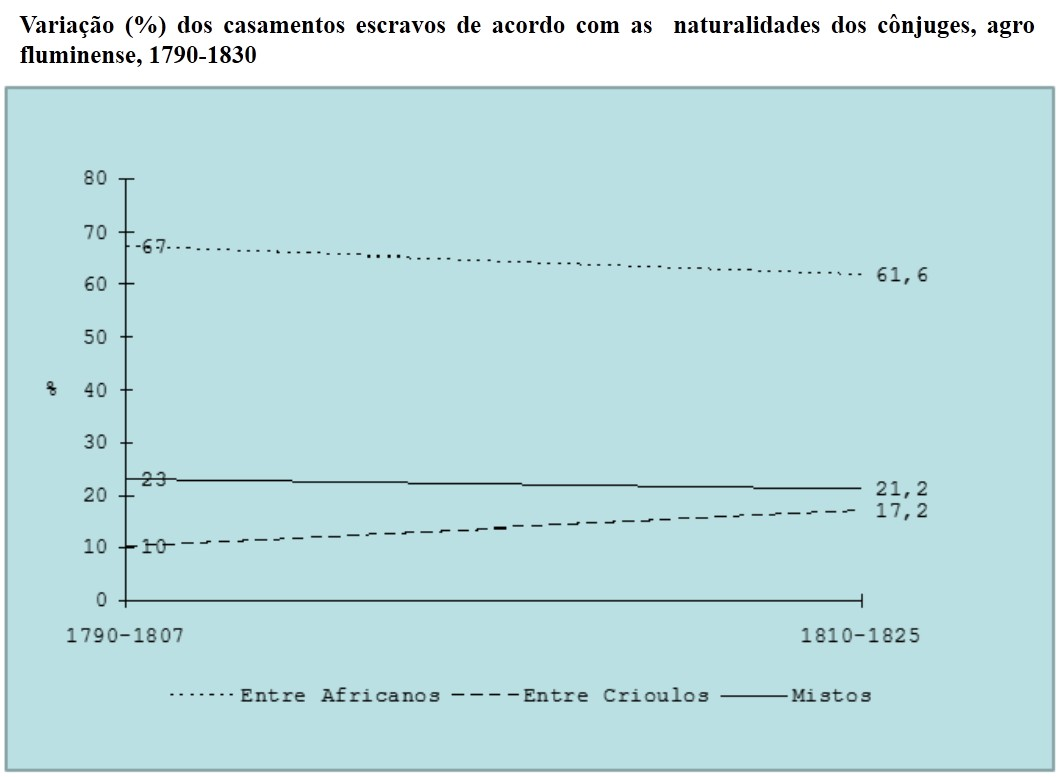
Variação (%) dos casamentos escravos de acordo com as naturalidades dos cônjuges, agro fluminense, 1790-1830

Pesquisas recentes vêm revelando que o peso causado pela escravidão não destruiu a instituição familiar africana, e apesar de diversos obstáculos, a constituição da família escrava existiu de fato, sendo tão importante para o cativo em si quanto para seus senhores proprietários. Casamentos longos e estáveis, de 10 anos ou mais, eram bastante comuns entre os africanos, e muitas das vezes eram sacramentados pela Igreja. Existem diversos documentos e registros de casamento e batismos de escravos que ajudam a fundamentar tais dados e são de extrema relevância para se estudar o período. Tal fato também não exclui a existência de mães solteiras no meio rural. Segundo dados de inventários post-mortem, cerca de 10% a 30% das crianças de 0 - 3 anos que viviam na zona rural não tinham pais. E essa porcentagem aumenta de acordo com a idade de tais crianças, por exemplo, para crianças de 3 – 7 anos a porcentagem varia de 30% a 60%, e para 7 – 11 anos, a variação é de 60% a 80% de crianças sem pais. Bem como também não se exclui o fato de muitos homens solteiros, devido ao que foi dito anteriormente, a desproporcionalidade no número de homens e mulheres, e sendo assim, tais indivíduos eram a maioria na quantidade de fugas. Já no caso das mulheres, pelo fato delas se casarem mais, eram a minoria dentre os fujões.
Ainda sobre casamentos, um fato observado é a preferência dos homens mais velhos por mulheres mais jovens, num quadro simétrico, onde quanto maior a diferença de idade entre os homens (principalmente os crioulos), mais jovem eram suas esposas. Em contrapartida, se o homem era muito jovem, ele só encontraria uma esposa entre as mulheres mais velhas, resultado do fato de que as mulheres jovens (principalmente em idade fértil) já estarem relacionadas com os homens mais velhos. Era como se houvesse um tipo de monopólio por parte dos cativos mais velhos sobre as mulheres jovens, onde não havia escolha para os jovens, se não, buscarem pelas cativas mais velhas.

#### Parentescos
Devemos ter em mente que família é diferente de parentesco. Entendemos família com união nuclear composta por pai, mãe e filhos, já no caso do parentesco, o apadrinhamento e outras relações não consanguíneas são o fator importante.
Um novo consenso sobre a importância da família no sistema escravista havia se formado em meados da década de 1970, principalmente com trabalhos de dois grandes historiadores da escravidão americana: Herbert G. Gutman (1928 – 1985) e Eugene D. Genovese (1930 – 2012). A partir de uma ampla documentação, ambos os historiadores argumentaram que a família nuclear escrava foi uma instituição muito forte e amplamente valorizada pelos cativos, que não somente os pais, mas também as mães, eram figuras extremamente importantes na vida de seus filhos e que os escravos tinham certas normas familiares próprias e que não eram derivadas dos proprietários, simplesmente. Além disso, os dois autores fortaleceram a ideia de que a cultura era transmitida e reformuladas entre as gerações, e que fornecia ao escravo recursos importantes para enfrentar as condições de seu cativeiro. Gutman e Genovese discordavam apenas em relação à autonomia que era atribuída à cultura escrava. Para Gutman, a relação existente entre senhores e escravos, apesar da proximidade física entre eles, eram antagônicas e desiguais, fazendo que eles não compartilhassem da mesma cultura simbólica. Já para Genovese, tal proximidade física e interação diária, promoviam negociações culturais entre os senhores e seus escravos, quase que num regime “paternalista”.

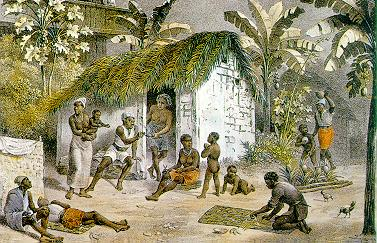
Habitação de negros, de Rugendas, 1827-1835

Diversos historiadores brasileiros também se dedicaram a estudar a respeito da família escrava. Entre eles destacamos o trabalho de Manolo Florentino e José R. Góes, que no livro A Paz das Senzalas nos mostram uma análise política acerca da escravidão, concluindo que as relações familiares e parentais entre os escravos atendiam principalmente aos interesses dos senhores, uma vez que tais relações amenizavam os enfrentamentos entre os cativos, diminuindo as tensões e permitindo que os laços de solidariedade e auxílio mútuo entre os escravos se ampliassem, ou seja, a constituição de uma família estável funcionava como um elemento de estabilização social, além de evitar fugas e revoltas dentro dos plantéis.
Atualmente, entre os estudiosos não se aceita mais a hipótese da inexistência da família como instituição presente e importante no cativeiro. Ao contrário, todos os autores que tratam deste tema percebem sua importância para o estudo do sistema escravista. O que existe são diferentes interpretações sobre o papel da família escrava: para uns ela foi fundamental para a manutenção do regime escravista, pois na medida que criava vínculos, ela pacificava seus membros. Para outros autores, a família contribuía para formar aliados, tornando-se uma ameaça para o escravismo, ao favorecer a formação de uma comunidade escrava em oposição aos senhores.

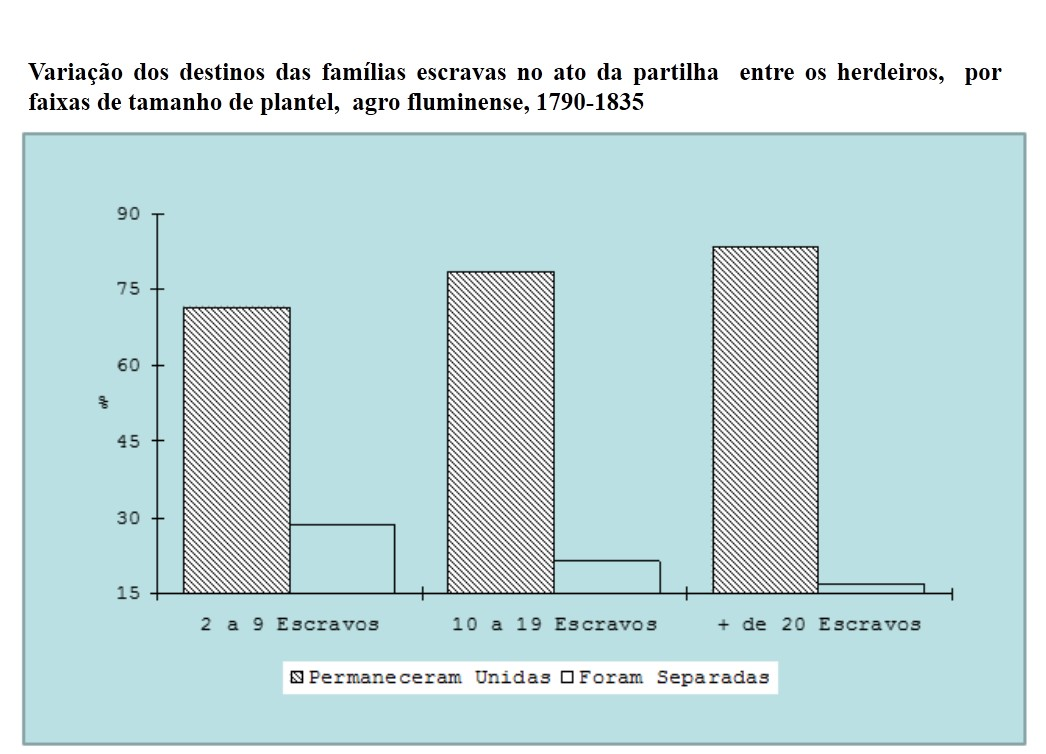
Variação dos destinos das famílias escravas no ato da partilha entre os herdeiros, por faixas de tamanho de plantel, agro fluminense

No Brasil Colonial, nem sempre a família escrava era constituída dentro de um padrão nuclear, pois os escravos também utilizavam de outras relações de parentesco – mais simbólicas e rituais – como a relação de compadrio (No caso dos padrinhos, os livres eram cerca de 10%, já os escravos estavam em torno dos 67% e os libertos eram 24%. As madrinhas seguiam o mesmo padrão, e nas propriedades maiores, os escravos correspondiam a cerca 75% dos padrinhos), irmandades religiosas e grupos étnicos (nações). Como dito anteriormente, muitos casamentos eram sacramentados pela Igreja, porém isso não impediu o estabelecimento de relações afetivas tão significativas e estáveis como as famílias nucleares. Tais relações de parentesco permitiam ao escravo articularem uma rede de solidariedade bem mais extensa que as proporcionadas pela união sanguínea. Porém havia também as famílias onde o casal ou os filhos não viviam na mesma casa ou nem na mesma fazenda, seja pela venda ou aluguel de escravos ou até mesmo pela alforria. Nesse caso, muitos escravos (livres ou libertos) se esforçavam para obter a liberdade de familiares e entes queridos, como forma de evitar a desagregação da família. Vale lembrar que a proibição aos senhores de separarem por venda ou outros motivos, os cativos que constituíam famílias, somente seria legalizada em 1871, com a Lei nº 2 040 de 28 de setembro, “Art. 4º, onde se diz: § 7.º - Em qualquer caso de alienação ou transmissão de escravos, é proibido, sob pena de nulidade, separar os cônjuges e os filhos menores de 12 anos do pai ou mãe”.

## Tráfico interno de escravizados
Ao longo do século XIX diversas medidas foram adotadas para conter o tráfico transatlântico de escravizados dentre as quais destacam-se a Lei Feijó (1831) e a Lei Eusébio de Queirós (1850). Estas e outras medidas produziram como consequência inicial um aumento do tráfico ilegal de escravizados africanos e, com o controle mais rígido deste tráfico ilegal após 1850, consolidou-se um mercado interno de pessoas escravizadas.
Este processo consistia na redistribuição forçada de indivíduos entre diferentes regiões do país, com o objetivo de atender às novas dinâmicas econômicas no Brasil, sobretudo num cenário de decadência das províncias situadas no atual Nordeste, e expansão das províncias cafeeiras mais ao sul. Esses deslocamentos ocorriam tanto entre províncias (tráfico interprovincial) quanto dentro das próprias províncias (tráfico intraprovincial), conforme a dinâmica de oferta e demanda de mão de obra.

### Contexto e segunda escravidão

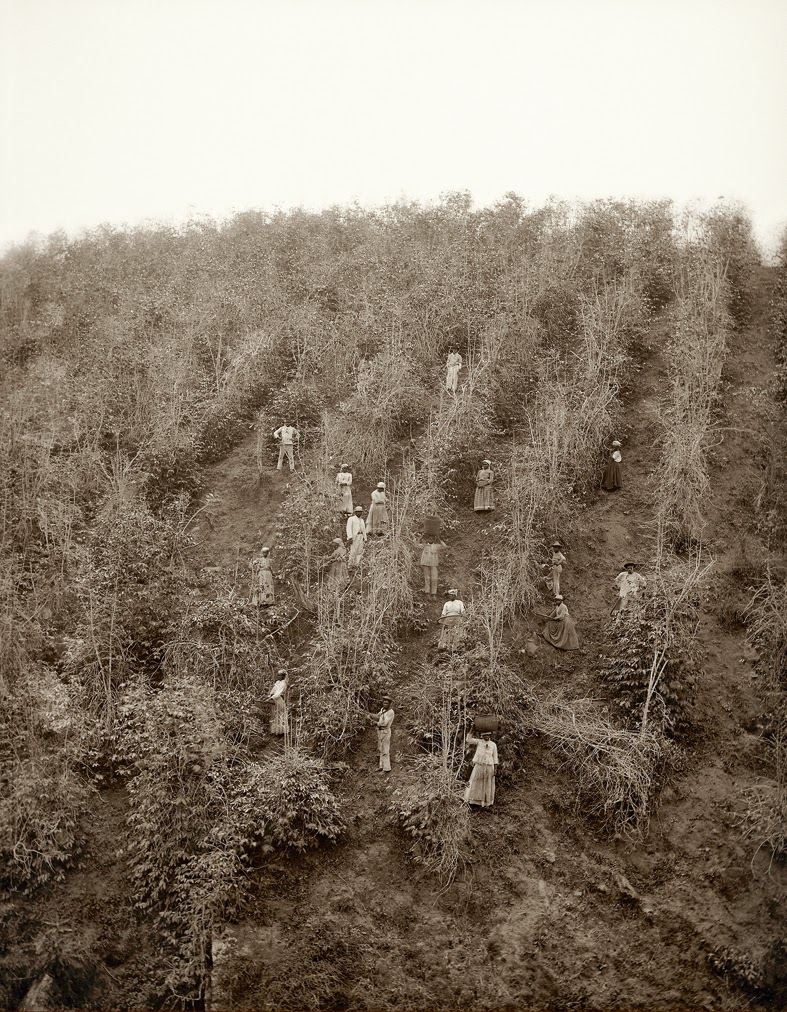
Escravizados colhendo café no Vale do Paraíba, São Paulo, em 1883.

O fortalecimento do tráfico interno no Brasil está associado ao processo histórico conhecido como Segunda Escravidão, conceito formulado pelo historiador estadunidense Dale Tomich para descrever a reestruturação do sistema escravista nas Américas entre o final do século XVIII e o século XIX, especialmente em locais como Brasil, Cuba e Estados Unidos. Essa dinâmica foi marcada pela adaptação da escravidão às novas exigências da economia global, notadamente o crescimento da demanda por produtos como café, algodão e açúcar, em um cenário de industrialização e pressões internacionais pela abolição do tráfico negreiro.
No Brasil, a atuação da Inglaterra contra o tráfico transatlântico levou à promulgação da Lei nº 581 de 1850, conhecida como Lei Eusébio de Queirós, que oficializou a repressão à entrada de africanos escravizados. Esse marco legal coincidiu com a ascensão das províncias cafeeiras do Sudeste (Rio de Janeiro, São Paulo e Minas Gerais) e a decadência das províncias do Norte, como Bahia e Pernambuco, então em crise após o declínio da produção de açúcar, tabaco e algodão.

### Reorganização da escravidão após 1850
Com a repressão ao tráfico transatlântico, o preço dos escravizados aumentou significativamente devido à redução da oferta. Diferente de espaços como o dos Estados Unidos, que tinha na procriação interna aspecto importante no aumento de escravizados, no Brasil a maior parte da reprodução do sistema escravista dependia da entrada de escravizados africanos.
Neste novo cenário social, político e econômico, as províncias em ascensão econômica passaram a adquirir cativos de outras regiões do país, enquanto as províncias em crise viam na venda de escravizados uma fonte alternativa de renda. Estima-se que cerca de 300 mil pessoas escravizadas foram transferidas para regiões cafeeiras nos 35 anos seguintes à Lei Eusébio de Queirós.

### Tráfico intraprovincial e interprovincial
O tráfico interno manifestou-se de duas formas principais.
O tráfico interprovincial movimentava cativos entre as províncias, geralmente das regiões em declínio econômico (como Bahia, Pernambuco e Maranhão) para os centro em crescimento (São Paulo, Rio de Janeiro e Minas Gerais).
Já o tráfico intraprovincial consistia na circulação de escravizados dentro da mesma província, geralmente do litoral para o interior, atendendo às demandas da agricultura, mineração e pecuária nos sertões.
Estes tipos de deslocamentos, embora tenham sido intensificados nos anos finais da escravidão legal no Brasil, já aconteciam desde o século XVIII com o processo de interiorização dos escravizados africanos que chegavam nos portos, principalmente de Salvador e Rio de Janeiro, e depois eram vendidos para proprietários que tinham negócios no interior do território.
Os novos negócios proporcionaram aos comerciantes maior prestígio social e vantagens na arrecadação de lucros durante as negociações, tendo em vista os impostos e altos custos dos transportes de escravizados cobrados pelas províncias que exportavam.
A ampliação do tráfico interno produziu desenvolvimento de uma complexa rede de transportes que combinavam vias terrestres, fluviais e marítimas, por meio da cabotagem, que permitiam o deslocamento de milhares de escravizados por longas distâncias.

### Atuação dos traficantes de escravizados
Os traficantes de escravizados desempenhavam um papel importante na economia escravista tanto na dinâmica transatlântica como na sua forma interna. Por meio de companhias de negociações, esses indivíduos buscavam prosperidade, acúmulo de riquezas e a garantia do prestígio social. Com a ampliação do comércio interno, os traficantes construíram redes com pontos de redistribuição de escravizados, reestruturaram o mercado e desenvolveram esse comércio em áreas mais afastadas do litoral.
Alguns destes comerciantes eram grandes empresários e atuavam em outros setores da economia. Um caso exemplificativo é a companhia e associação familiar Brandão & Irmãos, fundada por Antonio Francisco Brandão, que, após 1850, tornou-se um poderoso comerciante que investia em bancos e negociava escravizados vindos dos sertões e do litoral da Bahia para as províncias de São Paulo e Rio de Janeiro.
Havia também negociantes de menor porte, que operavam em mercados locais, feiras e entre propriedades rurais, participando ativamente na manutenção e expansão da escravidão no Brasil até sua abolição em 1888.

## Resistência à escravidão
A resistência escrava pode ser entendida não apenas através de formas violentas de ruptura com o sistema, como as fugas, quilombos e revoltas. Um conceito estendido de resistência inclui as diversas possibilidades de oposição no interior do sistema, como as pequenas faltas, crimes cometidos por escravizados, o trabalho malfeito, a construção de famílias e laços de solidariedade. Muitos escravizados negociaram com seus senhores, em busca de trabalhar para si para acumular dinheiro, visando a compra posterior de sua liberdade. Esta ampliação do conceito foi proposta e vem sendo utilizada por autores como Genovese, Machado,Chalhoub, Lara,Reis e Silva. Para Machado, a resistência no interior da escravidão, como parece ter optado a maior parte dos escravizados, também pressupunha a aceitação de normas de convivência mútua entre senhores e escravizados. A partir desta perspectiva, torna-se necessário analisar a relação senhor-escravo como não pautada apenas na violência e no conflito, mas também em diferentes formas de negociação.
Esta interpretação é possível partindo de um entendimento de agência escrava, a partir da qual os mesmos são percebidos como agentes de suas histórias, lutando para transformar suas realidades. A teoria do “escravo-coisa”, defendida por autores como Cardoso, Fernandes e Gorender, negava a possibilidade de ação dentro do sistema escravista. O escravo era percebido apenas como uma mercadoria, inserido em um regime pautado na violência e brutalidade. Para estes autores, a ação do escravismo sobre os negros fora tão danosa que os reduzira à condição de coisas, deixando-os em estado de anomia e retirando-lhes todos os traços de humanidade.
Em contraposição a esta teoria, foi feita uma revisão historiográfica na década de 1980, a partir da qual são ressaltadas a negociação, a agência dos escravizados e suas diferentes formas de resistência. Para Chalhoub, a violência do sistema escravista não os transformava em seres passivos e receptores automáticos dos valores senhoriais. Esta nova historiografia, portanto, ressalta a agência escrava, inserindo o escravizado em um mundo de estratégias de sobrevivência.
Reis e Silva afirmam existir um espaço de barganhas e negociações, para além da violência. As reivindicações dos escravizados não se esgotavam na defesa de padrões materiais de vida, mas incluíam a defesa de uma vida espiritual e lúdica autônoma. Segundo os autores, os caminhos da ruptura se abriam quando a negociação falhava, ou nem chegava a se realizar por intransigência senhorial ou impaciência escrava. De forma geral, a sociedade e geral e os proprietários sempre foram obrigados a reconhecer certo espaço de autonomia para os trabalhadores escravizados.

## Abolição da escravatura

Lei Áurea, 1888. Documento sob guarda do Arquivo Nacional

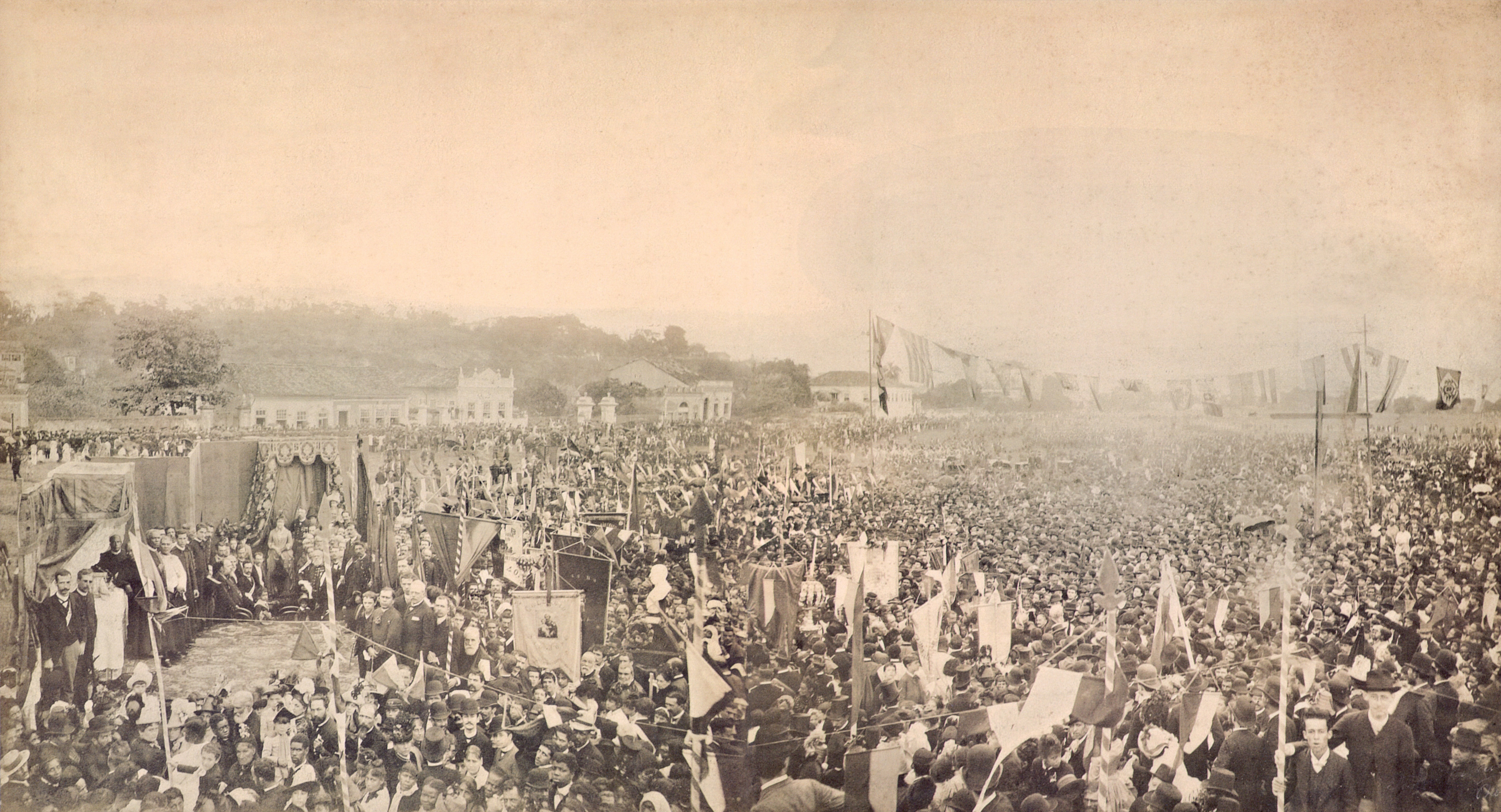
Missa campal no Rio de Janeiro reúne a Princesa Isabel e cerca de vinte mil pessoas para celebrar a Lei Áurea

Em 1845, o parlamento inglês aprovou a chamada Lei Bill Aberdeen (em inglês, Aberdeen Act), que concedia à Marinha Real Britânica poderes de apreensão de qualquer navio envolvido no tráfico negreiro em qualquer parte do mundo. Como consequência da pressão inglesa, em 1831 foi promulgada a primeira lei que proibia o tráfico transatlântico de escravizados para o Brasil. Esta lei teve como consequência a redução do comércio atlântico de escravos nos primeiros anos. Entretanto, ficou conhecida como a "lei para inglês ver", pois o comércio transatlântico não foi efetivamente extinto, tendo retornado com força alguns anos depois. O comércio transatlântico foi, assim, oficialmente extinto, com a Lei Eusébio de Queirós em 1850. Esta lei teve como consequência o aumento do preço dos escravizados e a intensificação do tráfico interno de escravizados dentro do território brasileiro.

A partir da década de 1870, a sociedade brasileira e o Exército passam a apoiar cada vez menos o sistema escravista. Desta forma, podemos falar em uma quebra do paradigma escravista, em grande parte impulsionada pela resistência cotidiana dos escravizados. Em 1871, foi promulgada a Lei do Ventre Livre, a partir da qual toda criança nascida de mãe escravizada seria considerada automaticamente livre. Além disto, esta lei permitia o acúmulo de pecúlio pelos mesmos (pecúlio era o dinheiro que o escravizado podia guardar para si, com vistas à compra da alforria ).
Nesta década, se intensifica o movimento abolicionista, do qual participavam intelectuais e políticos, como José do Patrocínio e Joaquim Nabuco.
Em 1884, antes da abolição total da escravidão no país, ja tinha sido encerrada nas províncias do Ceará e Amazonas, em 25 de março e em 24 de maio, respectivamente.
Em 1885, é promulgada a Lei dos Sexagenários, a partir da qual todo escravizado com mais de 65 anos seria considerado livre. No dia 13 de maio de 1888, a escravidão foi abolida oficialmente pela Lei Áurea, sob ordens da Princesa Isabel (então regente do Império em nome do imperador Dom Pedro II), sendo o Brasil o último país a abolir a escravidão no continente americano, mas não o último do mundo. Estas leis devem ser vistas como resultado de uma pressão combinada da resistência dos escravizados e da crescente aceitação do movimento abolicionista na sociedade.

## O mito da escravidão branda

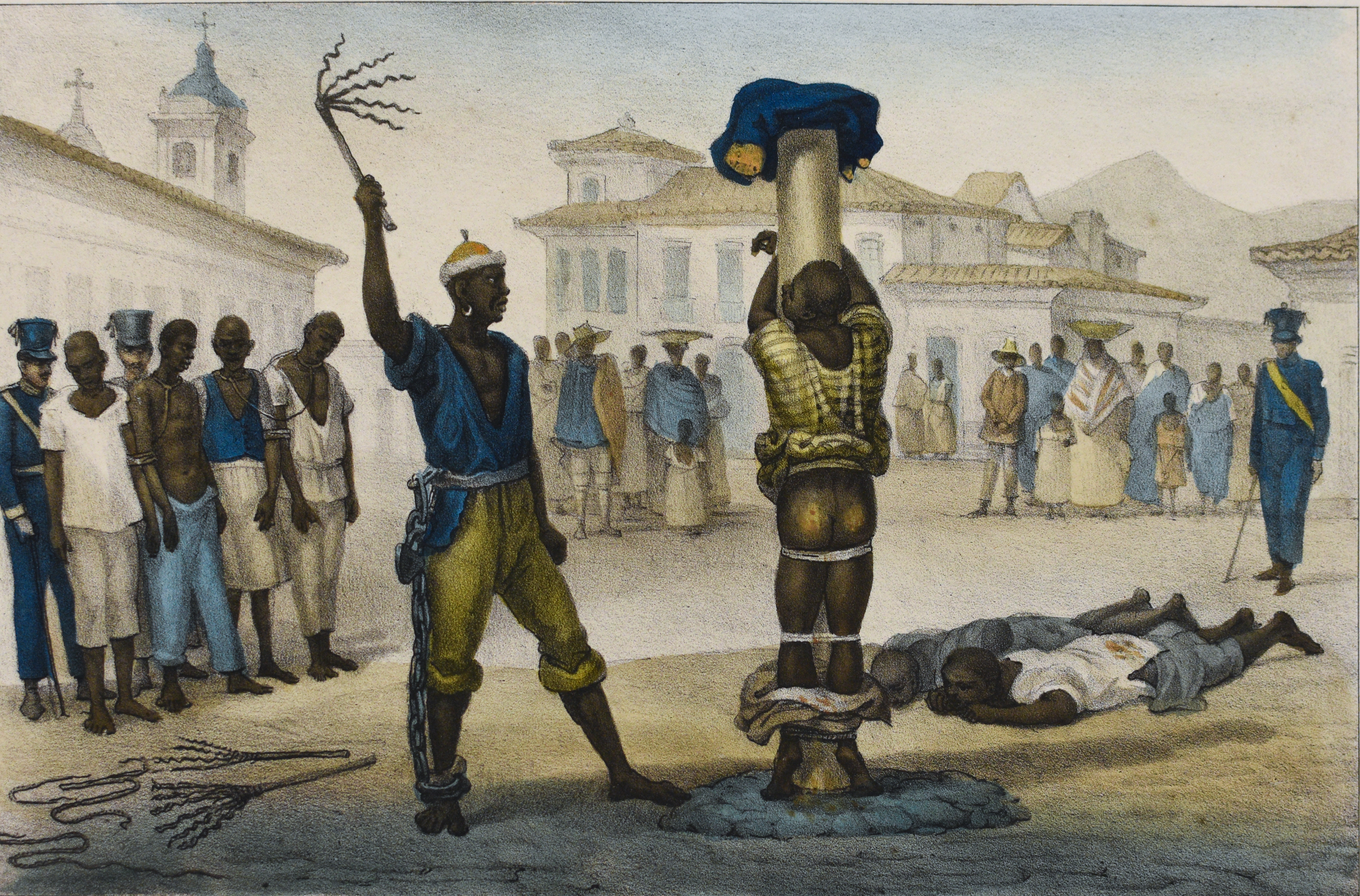
A flagelação pública de um escravo no Rio de Janeiro, por Jean-Baptiste Debret, Voyage pittoresque et Historique au Brésil, c. 1820

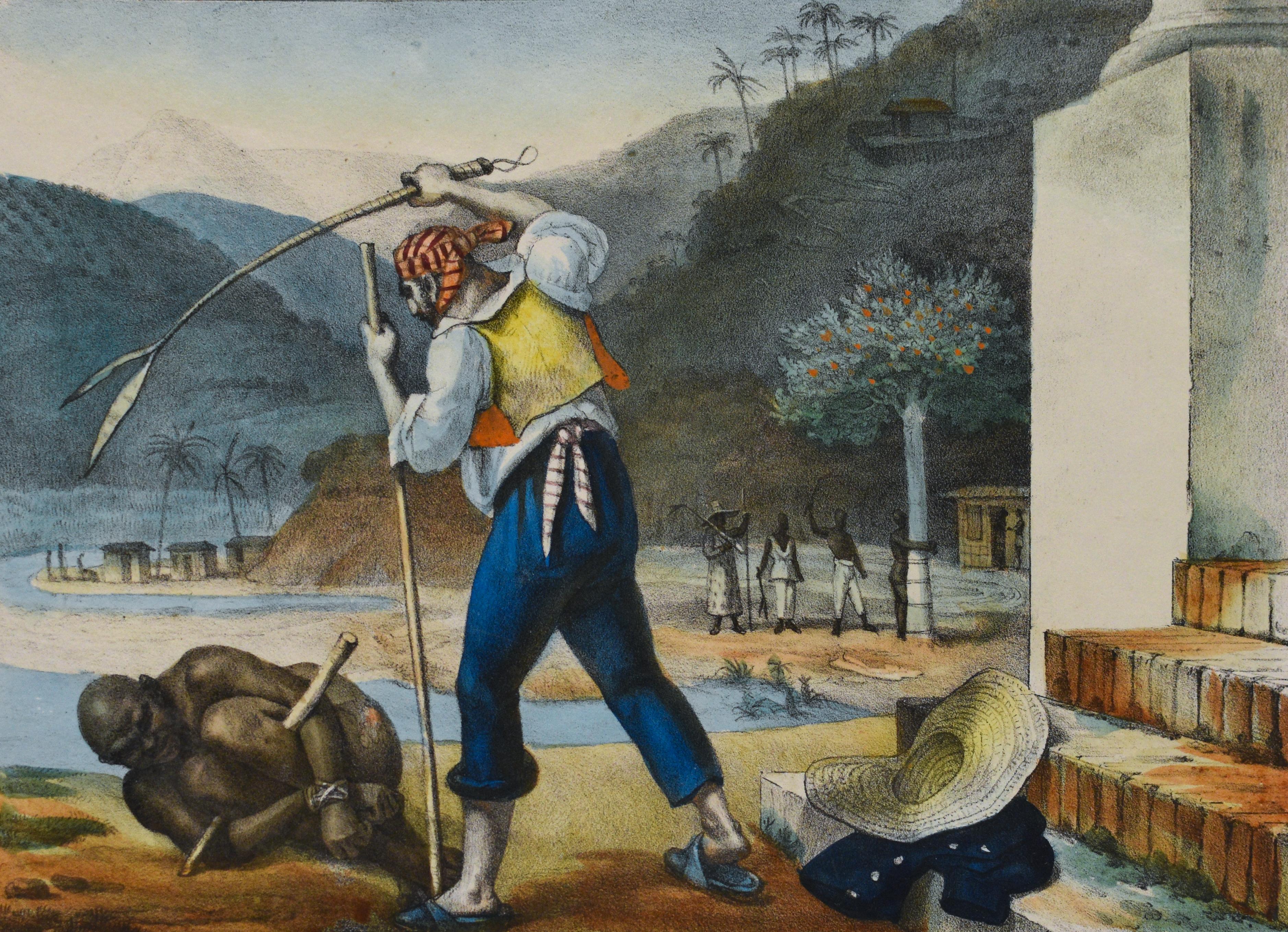
Escravo sendo castigado, aquarela de Jean-Baptiste Debret

Apesar de haver um sistema de negociações entre escravos e senhores, não se pode afirmar que a situação dos escravos fosse tranquila e tivesse se desenvolvido no Brasil alguma forma de equidade social ou equilíbrio social relativamente pacífico entre senhores e escravos, sendo, com efeito, um mito historiográfico a existência desse equilíbrio pacífico, embora sejam notadas algumas exceções. O discurso sobre um sistema escravocrata brando e amigável foi dominante no século XIX, e mesmo no século XX teve defensores de relevo, entre eles Gilberto Freyre, Pedro Calmon e Haddock Lobo.
Contudo, mesmo no século XIX diversos autores já se posicionavam contra essa falácia. José Bonifácio disse "se ao menos os senhores de negros no Brasil tratassem esses miseráveis com mais humanidade eu certamente não escusaria, mas ao menos me condoeria de sua cegueira e injustiça", para Artur Ramos, "a vida do negro escravo desde a sua captura na África até o trabalho nas plantações do Novo Mundo foi uma longa epopeia de sofrimento. Séculos inteiros assistiram ao martírio e ao trucidamento, à tortura de milhões de seres humanos", e segundo Joaquim Nabuco, "diz-se que entre nós a escravidão é suave e os senhores são bons. A verdade porém é que toda escravidão é a mesma, e quanto à bondade dos senhores esta não passa de resignação dos escravos. Quem se desse ao trabalho de fazer uma estatística dos crimes ou de escravos ou contra escravos, quem pudesse abrir um inquérito sobre a escravidão e ouvir as queixas dos que a sofrem, veria que ela no Brasil ainda hoje é tão dura, bárbara e cruel como foi em qualquer outro país da América".
A escravidão branca provocava uma comoção maior do que a escravização negra. No império do Brasil, a existência de escravos brancos era classificada como um fenômeno "anormal". Acreditava-se que o trabalho escravo era destinado apenas aos negros, o que motivava campanhas de arrecadação de fundos para libertar escravos brancos.
A sociedade branca mantinha uma pressão constante sobre os negros, que eram cobertos de uma pesada carga de preconceitos, legalmente não passavam de mercadoria, sofriam abusos físicos, morais, psíquicos e sexuais, e a resistência à dominação frequentemente resultava em repressão brutal com requintes de crueldade e sadismo. A própria vigência do sistema escravocrata se fundamentava e dependia da opressão e da violência para poder preservar sua continuidade. Segundo Suely Queiroz,
| “ | Nas cidades, geralmente, as faltas mais graves eram punidas através da Justiça com a pena de morte, prisão com galés ou açoites, mas no campo a violência não encontrava limites. Haja vista os instrumentos de tortura reunidos em São Paulo pelos Caifases de Antônio Bento na sacristia da Igreja de Nossa Senhora dos Remédios: estava presente ali toda a sádica coleção que o Homem inventou para torturar seu semelhante negro: relhos, troncos, correntes, cangas, golilhas. [...] A conivência das autoridades, reveladora da coesão do sistema, garantiria a impunidade e comprovação dos abusos. Episódios que revelam e certificam tal afirmação são inúmeros [...] Se bons sentimentos existiram, afeição recíproca entre aqueles que detinham todos os direitos e os que suportavam todos os deveres, derivavam antes da natureza mesma do proprietário e de certas situações do que do sistema, impessoalmente cruel. Daí surgirem os casos de bons senhores, escravos fieis, etc, apontados pela historiografia. | ” |

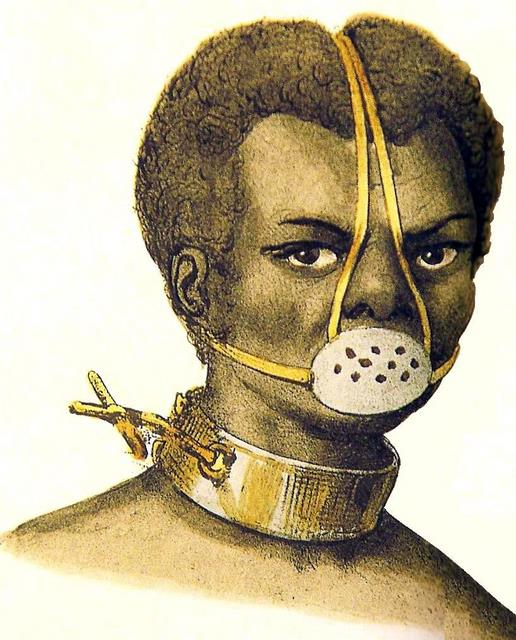
Escrava castigada, aquarela de Jacques Arago, 1839

A aplicação de humilhações e castigos físicos severos muitas vezes levava à mutilação, deformação, desfiguramento ou morte. Somando-se isso às condições de vida geralmente más, vivendo em habitações rústicas e muitas vezes insalubres, exercendo trabalhos pesados em longas jornadas, recebendo pouca assistência médica e comida de baixa qualidade, em 1872 uma pessoa vivia em média apenas cerca de 18 anos sob regime escravo. Esse contexto produzia muitas fugas de escravos. Segundo Mary Karash, "a incidência de fugas de escravos brasileiros e africanos para escapar de castigos cruéis é quase numerosa demais para ser mencionada".
Livros didáticos de grande circulação no Brasil ao longo do século XX perpetuaram a visão da escravidão branda, mas a partir dos anos 1950 sociólogos como Florestan Fernandes e Emilia Viotti da Costa iniciaram uma ampla revisão do assunto, demonstrando como o sistema dependia da força, da exploração e da violência para se sustentar e obter a submissão dos cativos. Mais tarde, vieram as contribuições de Sidney Chalhoub, Kátia Mattoso, Edward Thompson, Robert Slenes, João José Reis, Eduardo Silva e Silvia Lara, entre outros, questionando a teoria da passividade acomodada dos escravos e mostrando que eram capazes de ações autônomas e contestatórias, que se manifestavam como fuga, rebelião, resistência, formação de quilombos, estabelecimento de acordos e barganhas, e também como reações violentas à opressão em geral e a opressores particulares, assim como demonstrando a complexidade e variedade das relações estabelecidas entre os agentes, as formas de aculturamento, adaptação, assimilação e até colaboração, sem que isso tenha significado uma reversão ao mito da escravidão branda. Segundo Fertig & Martins,
| “ | Dessa profícua historiografia emergem escravos com nomes e rostos particulares e concretos, distintos de uma massa informe e homogênea chamada simplesmente: os escravos, pela historiografia anterior. O 'novo' escravo não se circunscreve apenas ao mundo rural das fazendas. Encontra-se nas ruas das cidades. E até mesmo constitui família. Ainda, o direito é tornado uma nova arena de luta pela liberdade do cativo. Entretanto, tudo isso não significa dizer que o escravo deixou de ser escravo, ou que a escravidão foi amenizada em seus aspectos mais perversos por esta historiografia. Significa que a instituição escrava passou a ser analisada sob enfoques múltiplos que procuram recuperar os aspectos peculiares, contraditórios e complexos de uma estrutura social ampla e heterogênea. | ” |

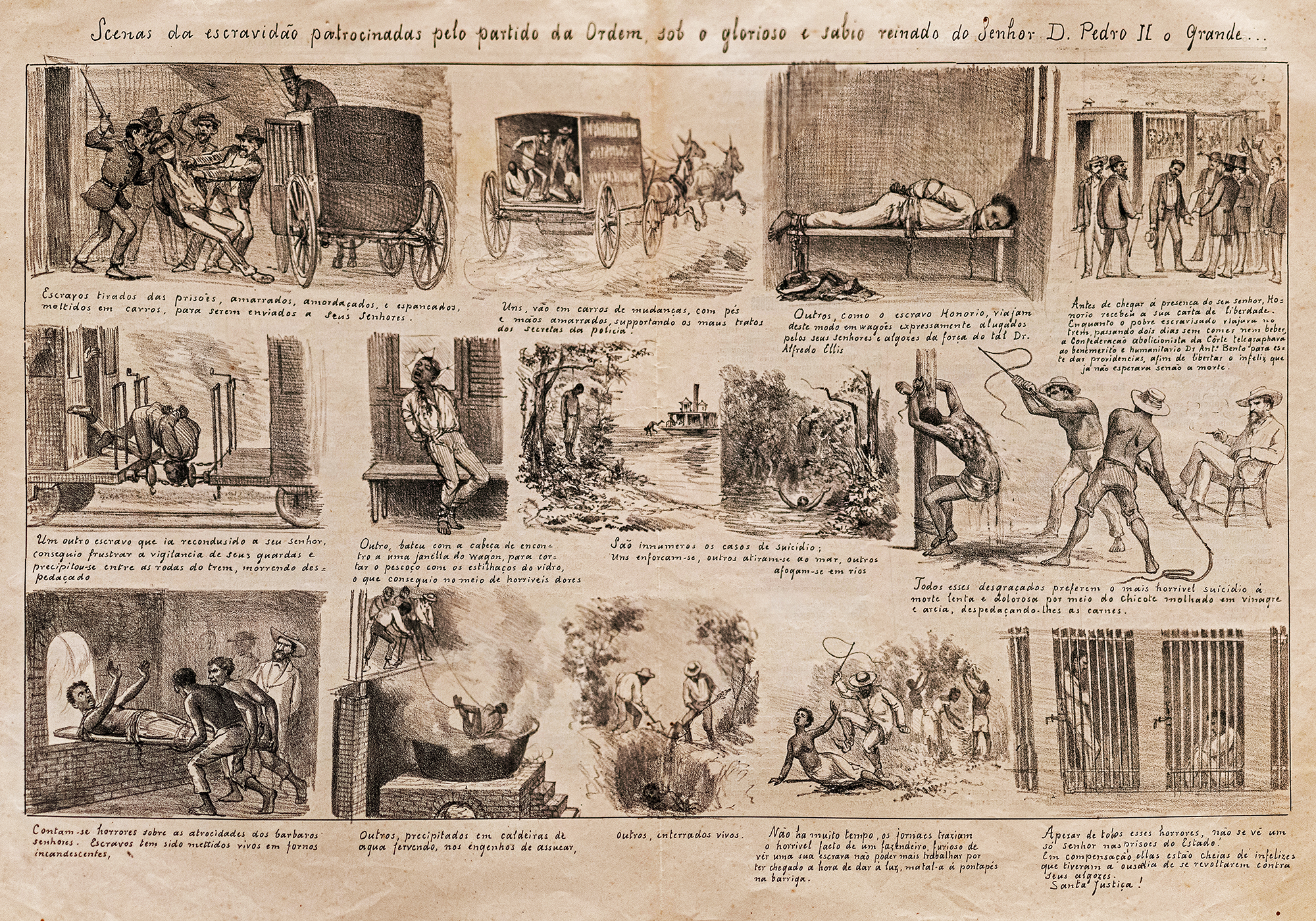
Cenas da escravidão, por Angelo Agostini, mostrando torturas e tratamentos cruéis que sofriam, 1886

Ao mesmo tempo, a ideia da escravidão branda alimentou outro mito, o de que no Brasil sempre existiu uma democracia racial e uma harmonia social, que foi influente por muito tempo na historiografia sobre o processo de formação da sociedade brasileira, o que não concorda com a constatação de que até hoje os negros sofrem pelo racismo e por uma ampla desigualdade em relação a emprego, renda, educação, saúde e outros indicadores socioeconômicos. A persistência deste segundo mito dificulta o reconhecimento da existência real e dramática do racismo e da desigualdade, afetando as políticas públicas e os hábitos culturais, perpetua uma estrutura de poder dominada pela parcela branca da população, especialmente suas elites, e pretende, afirmando uma suposta índole benevolente do brasileiro, apaziguar a tensão entre as classes e as etnias e neutralizar as reivindicações legítimas referentes às questões da igualdade, participação democrática, inclusão, cidadania e direitos humanos. Segundo Joaze Bernardino, "a construção da nação brasileira está estruturada dentre outras coisas a partir do mito da democracia racial. Uma parcela expressiva da sociedade brasileira compartilha a crença de ter construído uma nação diferentemente dos Estados Unidos e da África do Sul, por exemplo não caracterizada por conflitos raciais abertos. Além disso, imagina-se que, no Brasil, as ascensões sociais do negro e do mulato nunca estiveram bloqueadas por princípios legais tais como os conhecidos Jim Crow e o Apartheid dos referidos países". Para Matheus Ávila, o mito da democracia racial "é uma ideia que acaba por maquiar uma realidade social altamente racista, excludente, conflitante e discriminatória, além de aprofundar as raízes e estratificações sociais injustas, legitimando a desigualdade social no Brasil".

## Legado

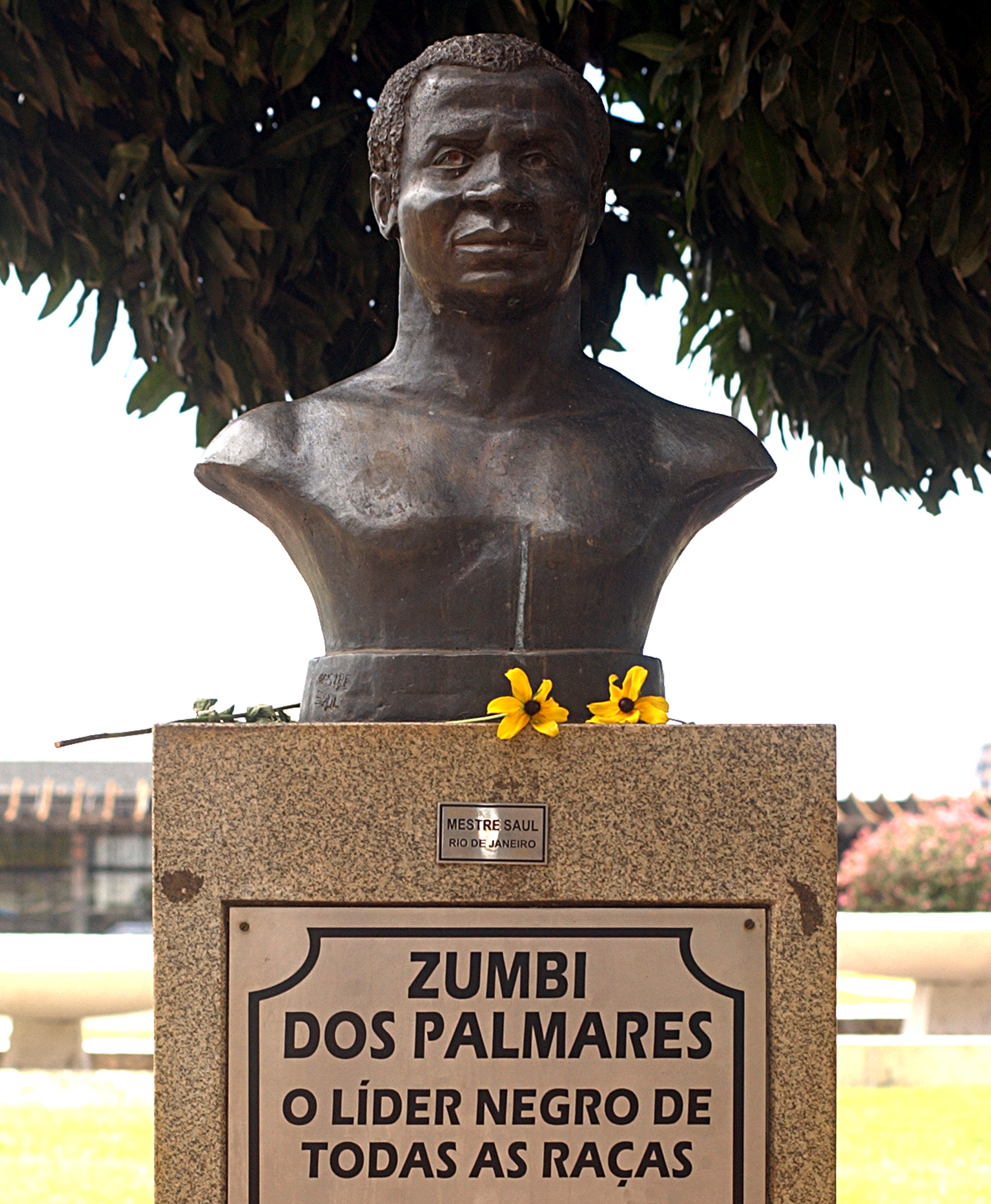
Monumento em Brasília homenageando Zumbi dos Palmares, líder quilombola e um dos maiores símbolos da resistência negra

Tanto os indígenas quanto os escravos africanos foram elementos essenciais para a formação não somente da população, mas também da cultura brasileira. A diversidade étnica verificada no Brasil decorre do processo de miscigenação entre colonos europeus (portugueses), indígenas e africanos. A cultura brasileira, por sua vez, apresenta fortes traços tanto da cultura indígena brasileira quanto da cultura africana. Desde a culinária, onde se verificam o vatapá, o caruru e chegando até a língua portuguesa, é impossível não perceber a influência da cultura dos povos que foram escravizados no Brasil.

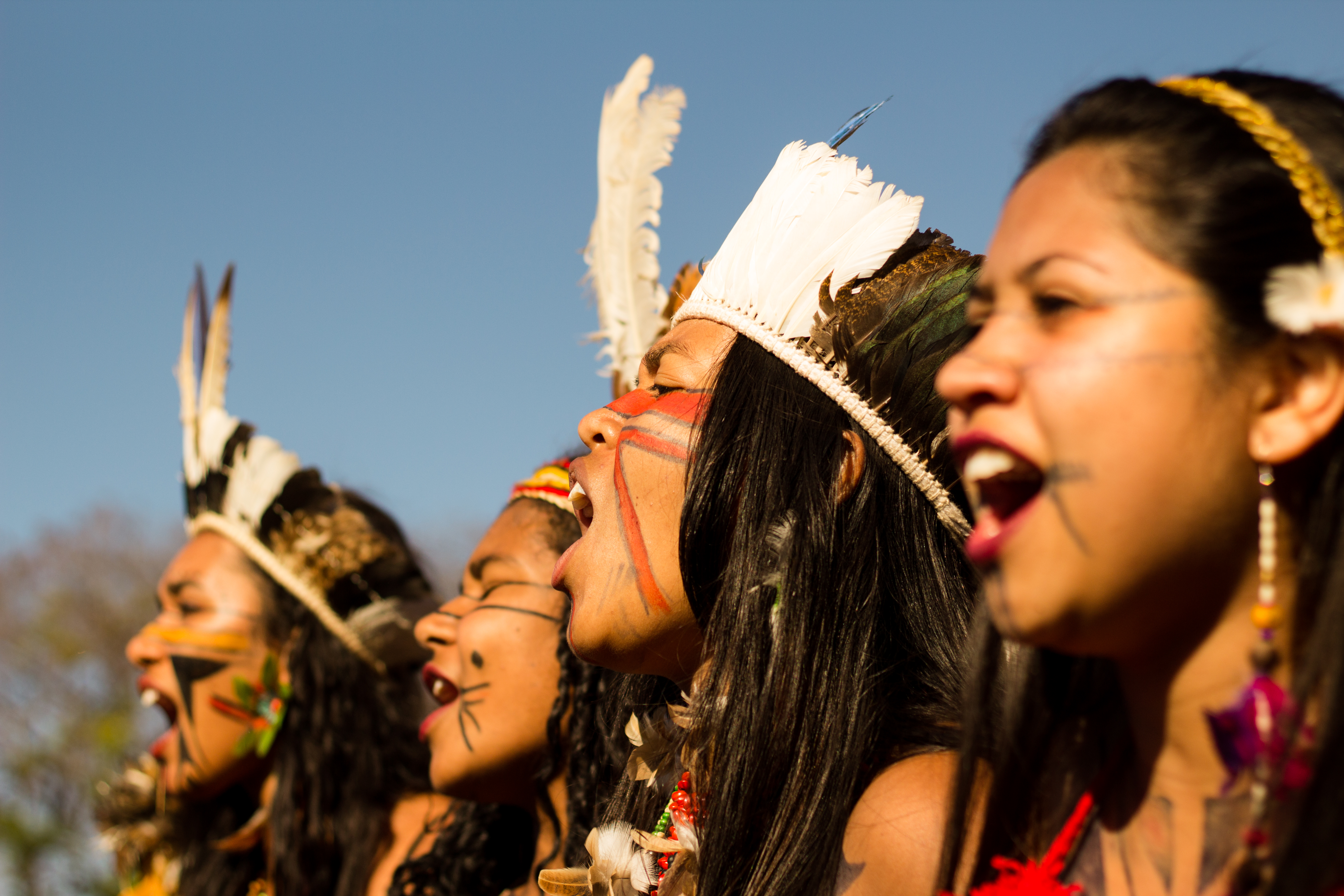
Manifestantes na Marcha das Mulheres Indígenas de 2019

Por causa do duradouro contato cultural causado pela escravidão, há, na língua, a influência africana, que pode ser percebida no léxico, em palavras como dendê, Bangu, cachimbo, moleque entre outras. Não obstante, também há a influência na morfologia, que pode ser percebida na simplificação da flexão de número nos verbos, como, por exemplo, em "nós vai". Além disso, a influência também pode ser observada no campo morfofonológico, na perda da primeira sílaba do verbo "estar" e na aglutinação de palavras (os olhos > "zoio"). Por fim, há a influência na fonologia. Esta pode ser observada na iotização do ditongo "lh" (mulher > "muié"), na supressão do "r" no final de palavras (amor > "amô") e na assimilação em nasais de grupos de consoantes (tomando > "tomano").
O sistema escravocrata deixou um legado duradouro entranhado na sociedade brasileira na forma de racismo, preconceito e mitos persistentes como o da democracia racial, que ainda não foram superados. O fim da escravidão deixou os libertos sem qualquer amparo consistente. O governo não organizou nenhum programa para sua integração na sociedade, a vasta maioria permaneceu marginalizada e desprovida de acesso à saúde, à educação, à formação profissionalizante, ao exercício da cidadania e outros benefícios. Muitos perderam seu trabalho e sua moradia e foram obrigados a migrar em busca de novas colocações, que geralmente se revelaram precárias e difíceis. A miséria se tornou comum. Sua história e contribuições foram ocultadas, distorcidas e menosprezadas e ainda hoje são pouco conhecidas e valorizadas. A pós-abolição foi o início de um longo e ainda inconcluso processo de luta dos negros por direitos, dignidade, reconhecimento e inclusão. A despeito das importantes conquistas do movimento negro no Brasil, ainda hoje, em todos os indicadores sociais e econômicos os negros aparecem em situação de inferioridade em relação aos brancos.
A situação dos indígenas não é melhor. Depois de séculos sendo dizimados, perseguidos e escravizados, atualmente o movimento dos indígenas tenta efetivar os direitos que a Constituição lhes outorga e sedimentar sua equiparação completa aos brancos. Sua principal luta está centrada na regularização e posse das suas terras tradicionais, às quais suas culturas e modos de vida estão intimamente ligados. Mas assim como os negros, são alvo de preconceitos e marginalização. Sua população é pobre e tem dificuldade de acesso a serviços essenciais. Os indígenas enfrentam ainda uma intensa campanha para revogação ou fragilização de seus direitos inatos ou adquiridos, com o resultado de se multiplicarem as invasões de terras, geralmente acompanhadas de violência, mortes e danos ao patrimônio, e os projetos de exploração de recursos sem a devida consulta prévia ou sem compensação por prejuízos.

## Escravidão no período republicano
Embora a escravidão no Brasil tenha sido legalmente extinta em 1888 (via lei áurea), em 1995 o governo brasileiro reconheceu a existência de condições de trabalho análogas à escravidão no território brasileiro, sobretudo em áreas rurais. Pois entre 1995 e 2015, 49 mil trabalhadores foram libertados por ações conjuntas do Ministério do Trabalho e Emprego e das polícias estaduais e federal. No período pós-abolição, imigrantes portugueses e alemães, empregados na cafeicultura, trabalharam em situação análoga à escravidão, até mesmo sendo alojados nas antigas senzalas dos ex-escravos.
As relações de trabalho no campo foram estabelecidas desde 1926 com a Convenção sobre Escravatura e, posteriormente com a Convenção Suplementar sobre a Abolição da Escravatura de 1956, confirmado pelo Decreto Legislativo Brasileiro 58 563 de 1966. Reduzir alguém a condição análoga à de escravo: submetê-lo(a) a trabalhos forçados ou a jornada exaustiva, com condições degradantes de trabalho ou restrigir a locomoção de pessoas em razão de dívida contraída com o empregador.
Segundo o historiador Jean Hébrard, o passado escravagista foi muito forte no Brasil - percebe-se por este ter sido o último país do ocidente a abolir a escravidão. Embora o Congresso Nacional tenha estabelecido uma nova definição para o trabalho escravo em 2003 (Lei 10 803, de 11 de dezembro de 2003), a aplicação efetiva da lei ainda enfrenta forte oposição por parte da poderosa bancada ruralista no Congresso.

### Estatuto do trabalhador rural
De acordo com a Agência Senado, uma das leis reparativas do pós-abolição foi o Estatuto do Trabalhador Rural, uma lei brasileira proposta ao Congresso Nacional em 1956 pelo deputado Fernando Ferrari, e que tramitou até ser sancionada em 1963 - (Lei 4.214). Em matéria de 2025 sobre o tema a citada agência diz: "Quando o Estatuto do Trabalhador Rural entrou em vigor, já fazia 75 anos que a Lei Áurea havia sido assinada. A CLT chegou a dar um ou outro direito aos camponeses,  mas diversos fazendeiros ignoravam a lei e se sentiam livres para explorar a mão de obra mais ou menos como nos tempos da escravidão".